# Katedra w Brunszwiku

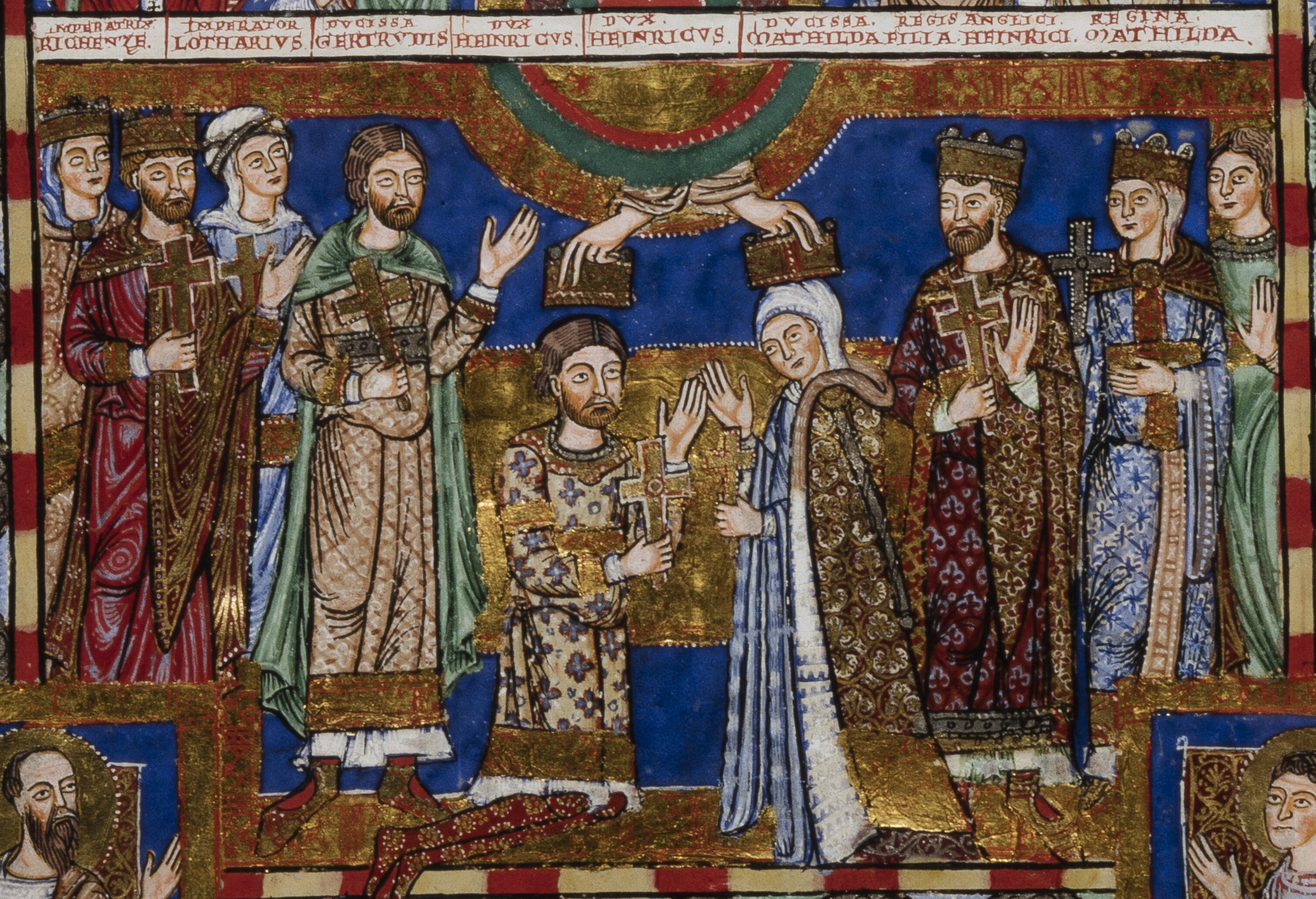
Henryk Lew – fundator świątyni wraz z żoną Matyldą – fragment Ewangeliarza Henryka Lwa

Katedra Świętych Błażeja, Jana Chrzciciela i Tomasza Becketa w Brunszwiku – jedna z najstarszych świątyń miasta, położona przy południowej stronie historycznego Placu Zamkowego obok zamku Dankwarderode, z którym świątynia jest połączona drewnianym gankiem.
Fundowana przez księcia Saksonii Henryka Lwa świątynia została poświęcona świętym Błażejowi, biskupowi i męczennikowi, patronowi Welfów i Janowi Chrzcicielowi ostatniemu prorokowi Starego Testamentu. 29 grudnia 1226 katedra otrzymała trzecie wezwanie – świętego Tomasza Becketa – arcybiskupa Canterbury zamordowanego na rozkaz Henryka II Plantageneta. W 1195 roku Henryk Lew został pochowany w środkowej nawie obok swojej żony, Matyldy, córki Henryka II Plantageneta, siostry m.in. Ryszarda Lwie Serce i Jana bez Ziemi. Wykonany z wapienia muszlowego nagrobek uważany jest za jeden z pierwszych dzieł średniowiecznej sztuki sepulkralnej z przedstawieniem pary książęcej. Katedra której wystrój miał być ideową kopią świątyni jerozolimskiej kryje wewnątrz liczne dzieła sztuki m.in. romański, drewniany krucyfiks Imervarda, czy cykl malowideł ściennych z ok. 1230. Z czasów Henryka Lwa pochodzą dwa cenne dzieła plastyki romańskiej – stół ołtarza dedykowanego Marii (przy którym czytano Słowo Pańskie z Ewangeliarza Henryka Lwa) oraz wielki, brązowy świecznik siedmioramienny. Do XVII wieku katedra miała bogaty skarbiec, którego cenne dzieła złotnicze (m.in. krzyż Welfów, ołtarz przenośny Eilbertusa z Kolonii, relikwiarz kopułowy) określane są mianem Skarbu Welfów.

## Historia

### Czasy średniowieczne

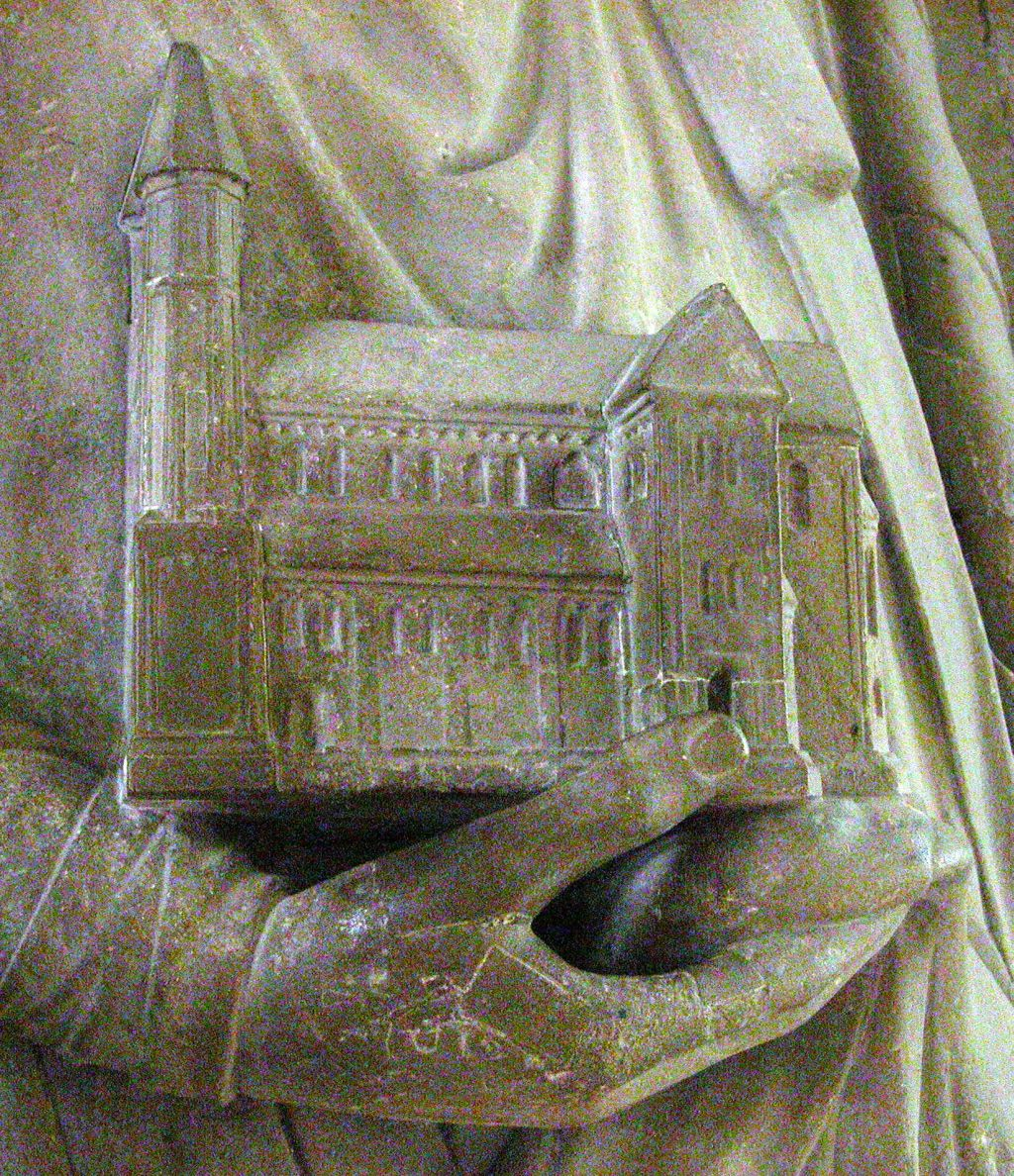
Model kościoła – fragment nagrobka Henryka Lwa

Początki dziejów obecnej katedry wiążą się z księciem Henrykiem Lwem, który obrał Brunszwik jako nową siedzibę swojego księstwa. Wcześniej istniał tu kościół zbudowany przez księcia Brunona, poświęcony w 1030. W 1173 po powrocie Henryka Lwa z pielgrzymki do Ziemi Świętej, władca podjął decyzję wzniesienia nowego, monumentalnego kościoła, który oprócz sakralnej funkcji miał wyrażać wysoką rangę władcy. W latach 1182–1185, kiedy to książę był skazany na banicję do Anglii, prace zostały przerwane. Część wschodnia wraz z prezbiterium została wzniesiona do ok. 1188 (kiedy poświęcono ołtarz NMP). Pomimo pożaru dachu w 1195, w roku śmierci Henryka Lwa, zakończono prace nad transeptem oraz korpusem nawowym i westwerkiem. Trzy lata później zmarła żona Henryka Lwa, Matylda, która została pochowana obok swojego małżonka. W 1230 wykonano obecny nagrobek dla zmarłej pary książęcej. Pierwotny kształt świątyni zdradza model świątyni trzymanej przez postać Henryka Lwa z tegoż nagrobku. W formie przypomina w dużej mierze obecny kościół, trójnawową bazylikę z transeptem i zachodnim dwuwieżowym westwerkiem. Około 1300 podwyższono środkową część westwerku o dzwonnicę, która została umieszczona pomiędzy dwie ośmioboczne wieże. Ozdobiona została dużymi oknami z dekoracją maswerkową.
Pomiędzy 1322 a 1346 rozbudowano część południową korpusu, dodając nawę, zaś północną nawę przebudowano w stylu późnego gotyku angielskiego dopiero w XV w. Poświęcenie jej miało miejsce w 1477 roku.

### Dalsze dzieje
Pojęcie katedra w kontekście świątyni brunszwickiej pojawia się po raz pierwszy w XIV lub XV stuleciu, aczkolwiek nie jest do dziś wyjaśniona sprawa istnienia przy niej siedziby biskupa. W wyniku reformacji, kiedy to Brunszwik opowiedział się za naukami Lutra w 1543 katedra została przejęta przez tamtejszą gminę ewangelicką, która opiekuje się świątynią do dziś. Od tego czasu wnętrze stopniowo wzbogacało się o kolejne epitafia, głównie manierystyczne i barokowe. Za księcia Rudolfa Augusta ok. 1687 i jego brata księcia Antona Ulricha ok. 1700 kościół częściowo zbarokizowano. Zmiany te usunięto pomiędzy 1866–1910, pracami kierował miejski budowniczy, architekt Johann Karl Ernst Wiehe.

### III Rzesza, wojna i czasy współczesne
W dobie Trzeciej Rzeszy, świątynia była bezpośrednio przedmiotem hitlerowskiej propagandy, za sprawą nazistowskiej percepcji na postać Henryka Lwa i jego ambicje polityczne. Dawny grobowiec księcia został zamieniony na ideowe mauzoleum. W 1935 roku dokonano otwarcia nagrobka, ponadto architekci bracia Walter i Johannes Krüger postawili nowy postument z dekoracjami m.in. ornamentalnymi z motywem stylizowanej swastyki, oraz herbami miast założonych przez Henryka Lwa. Nawiązując do średniowiecznych malowideł transeptu i prezbiterium, w latach 30. XX w. pokryto ściany korpusu nowym cyklem fresków przedstawiających podbój Wschodu przez Henryka Lwa, co było zgodne z nazistowskim volkizmem.
W czasie II wojny światowej brunszwicka katedra nie podzieliła losu centrum miasta, które zostało niemal całkowicie zniszczone. Najcenniejsze dzieła sztuki ewakuowano, w przypadku zniszczeń zanotowano drobne uszkodzenia dachu, sklepień. Przede wszystkim zachował się cenny zespół malowideł i elementy rzeźby architektonicznej. Po wojnie dokonano restauracji kościoła m.in. usunięto większość zmian z czasów hitlerowskich. Ściany, gdzie znajdowały się XX-wieczne malowidła zostały pobielone.

## Architektura

### Układ przestrzenny
Katedra w Brunszwiku w obecnej formie jest pięcionawową bazyliką z transeptem, prezbiterium oraz dwuwieżowym westwerkiem. Dawny trójnawowy korpus nawowy tworzy system wiązany, jednemu przęsłowi nawy głównej odpowiadają dwa w nawach bocznych, w przypadku świątyni brunszwickiej nawa główna składa się z czterech przęseł, podczas gdy boczne osiem. Późniejsze rozbudowania naw bocznych nie naruszyły pierwotnej struktury przestrzennej korpusu. Jednoprzęsłowe prezbiterium zamknięte jest wydzieloną półokrągłą absydą. Podobny schemat przestrzenny cechuje transept, oba ramiona posiadają od wschodu niewielkie absydy.

### Elewacje zewnętrzne

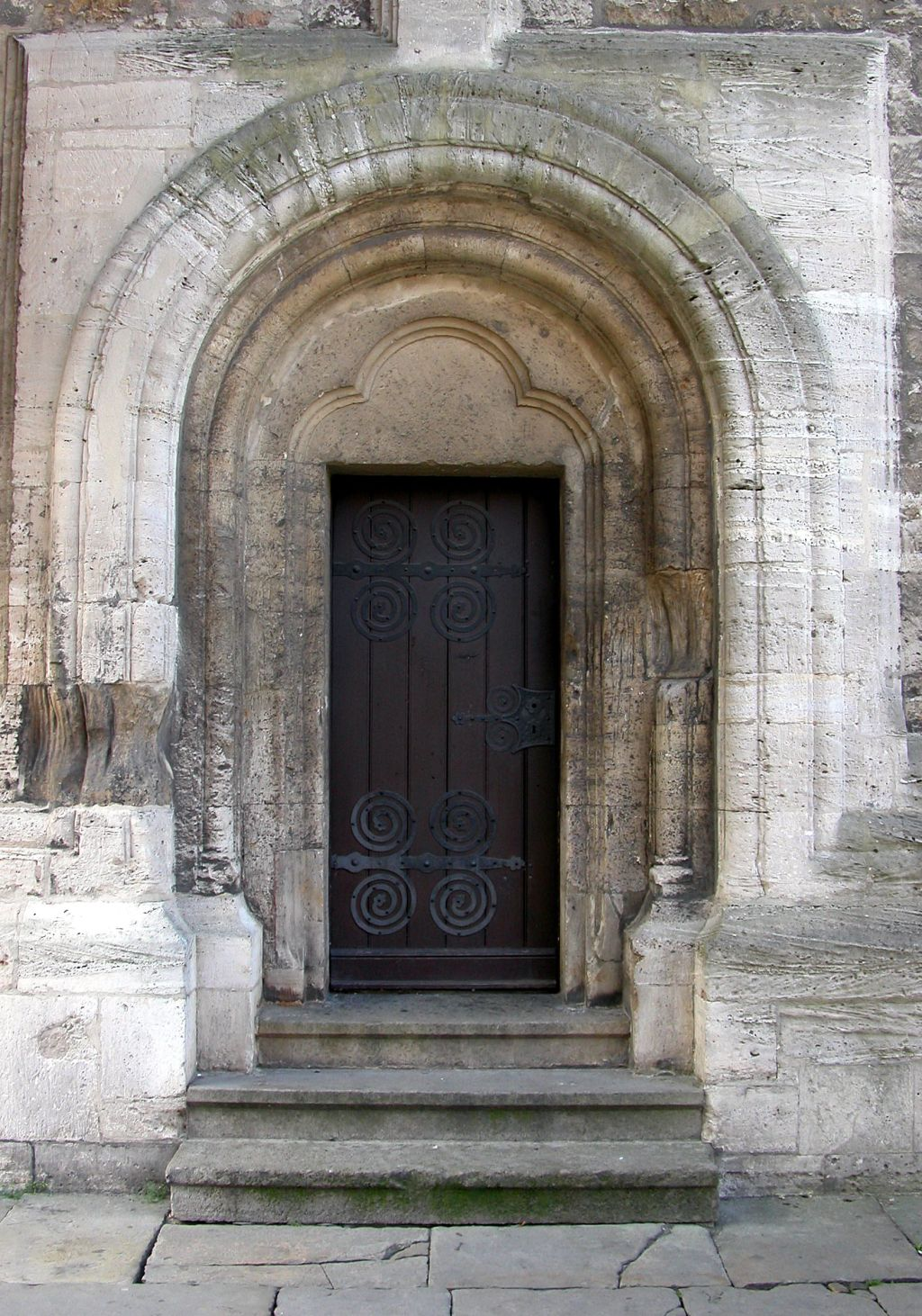
Romański portal przy zamku Dankwarderode, tzw. Löwenportal

Na zewnątrz architektura elewacji czytelnie ilustruje poszczególne fazy budowy świątyni. Oprócz naw bocznych elewacje zachowały swój pierwotny romański charakter. Surowe kamienne ściany artykułowane są jedynie za pomocą płaskich lizen wykonanych z ciosu. Z ciosu wykonane są także obramienia okien. Dekorację tych partii tworzy jedynie fryz arkadowy wieńczący elewacje. Południową gotycką elewację, tworzy rząd przęseł z ostrołukowymi oknami, nakryte są osobnym dachem i zwieńczone trójkątnym szczytem z kwiatonem. Artykulację ścian tworzą szkarpy z drobną dekoracją rzeźbiarską. Ściana elewacji północnej przepruta jest dużymi oknami zamkniętymi tzw. łukiem Tudorów. Część zachodnia nawy posiada parę ostrych łuków umieszczonych powyżej ozdobnego portalu wejściowego. Całość nawy wieńczy kamienna balustrada z bogata dekoracją maswerkową.

#### Portale
Do wnętrza katedry prowadzi pięć wejść, dwa od strony północnej (jedno do transeptu, drugie do nawy południowej), dwa od południa (oba do nawy), oraz jedno zachodnie. Wszystkie są ozdobione portalami, z czego dwa północne mają reprezentacyjny charakter. Najstarszy portal (Löwenportal) umieszczony jest obok wejścia do zamku ma formę arkady z łukiem półkolistym. Odznacza się typową dla romanizmu surowością profilowanych ościeży i archiwolt. Archiwolta nad wejściem mają kształt trójliścia. Drzwi zdobią okucia z motywem stylizowanej ślimacznicy charakterystycznej dla sztuki celtyckiej. Portal wejścia do nawy południowej o profilowanych ościeżach wieńczy wimperga w kształcie oślego grzbietu. Flankują go dwie fiale.

#### Zegary

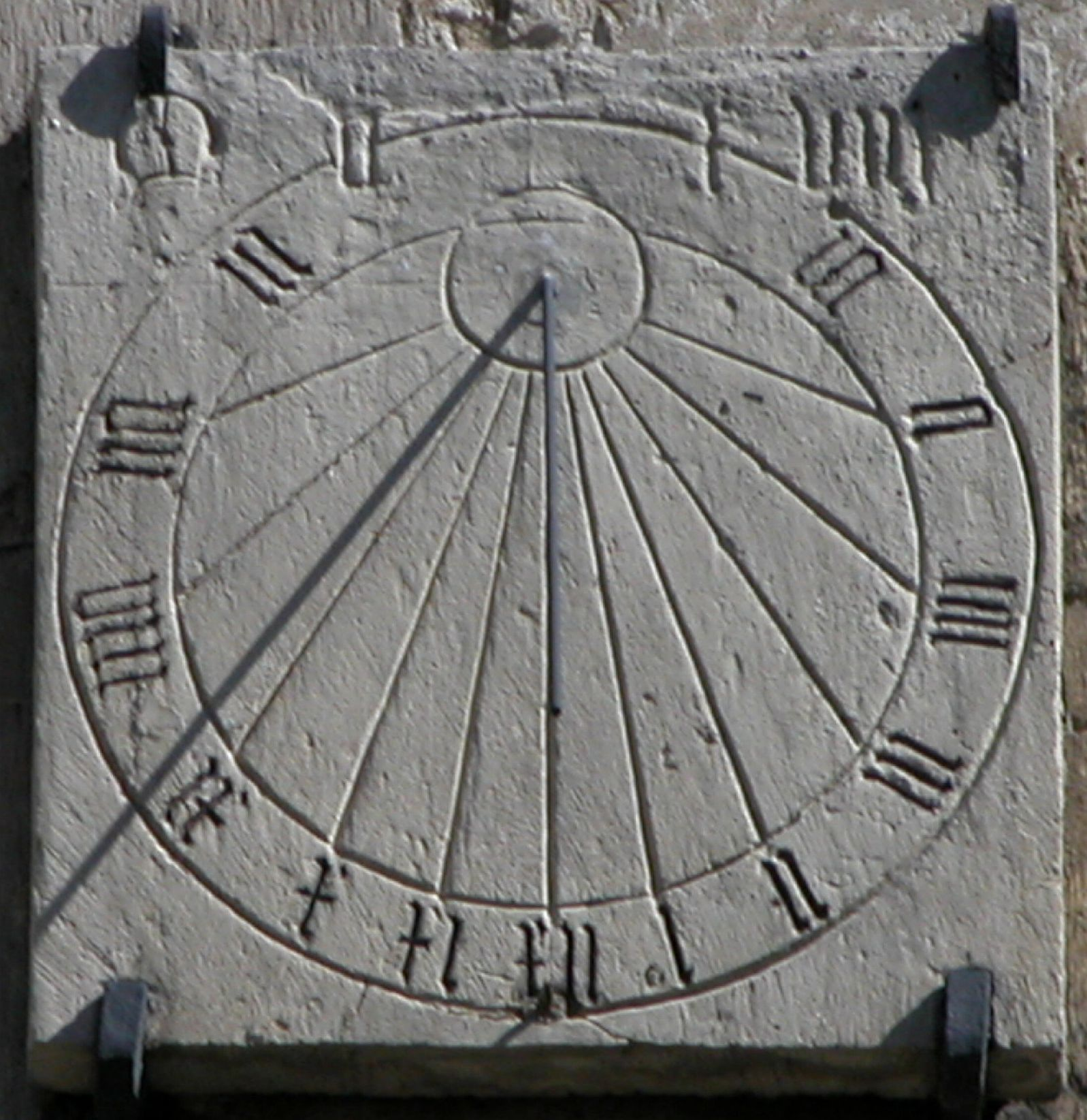
Zegar słoneczny z 1518 r.

Na elewacji południowej katedry znajdują się cztery zabytkowe zegary słoneczne, pochodzące z lat 1334, 1346, 1518, 1716. Najstarsze z nich mają formę półokrągłych tarcz z promieniami wyznaczającymi godziny, wyrytych na blokach kamiennych. Największy z zegarów, zawieszony jest na ścianie północnej wieży ma tarczę na której oprócz godzin został namalowany kalendarz, znaki zodiaku. Wykonany został w Augsburgu przez Georga Hertela dla miejskiej mennicy przy placu Kohlmarkt w Brunszwiku, a następnie przeniesiony na obecne miejsce.

#### Wieże

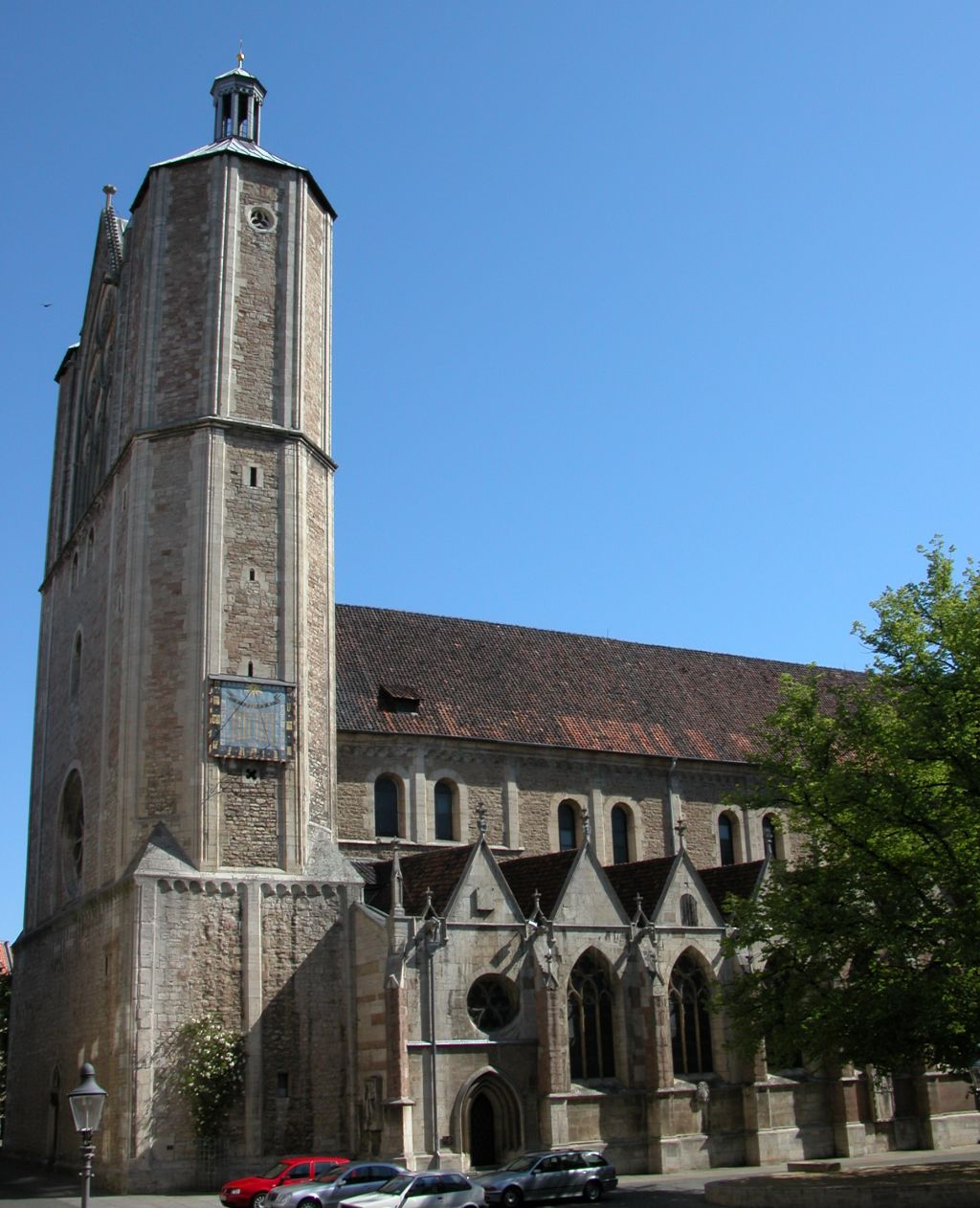
Widok na westwerk od strony południowej

Zachodnią elewację tworzy masywny dwuwieżowy westwerk wykonany z surowego kamienia. Profilowane wykonane z ciosu naroża ośmiobocznych wież podkreślają wertykalność. Westwerk tworzą trzy kondygnacje, dolna prostokątna mieszcząca kruchtę, do której prowadzi neoromański portal, środkowa z rozetą i niewielkimi oknami maswerkowymi od strony zachodniej, oraz górną, którą tworzą dwie ośmioboczne wieże oraz prostokątna gotycka dzwonnica z wielkimi oknami z maswerkami, co stanowi kontrast dla surowych ścian wież zwieńczonych niskimi ostrosłupowymi hełmami. Wieża południowa z niewielką latarnią na hełmie jest nieznacznie wyższa.

#### Dzwony
Dzwonnica katedry brunszwickiej kryje 12 dzwonów, z czego wszystkie oprócz dzwonu Tomasz z Canterbury są zabytkowe. Najmniejszy dzwon, zwany Błażej Najmniejszy jest najstarszym, z ok. XV wieku. Szczęśliwie zachowało się dziewięć renesansowych dzwonów, w tym największy Błażej Wielki pochodzących z XVI wieku. Pochodzą one z pracowni dwóch odlewników Gerharda van Vou i Hinricka van Campen. Dzwon Tomasz z Canterbury, znany jest od 1660. Niestety dzwon uległ pęknięciu i został zdjęty. W celu przywrócenia kompletnego zestawu dźwięku dzwonów w 1990 na miejsce dawnego XVII-wiecznego dzwonu odlano nowy. Poszczególne dzwony są zawieszone na trzech piętrach dzwonnicy.
| Nr | Nazwa                              | Data odlania | Ludwisarz, Miejsce odlania    | Średnica (mm) | Ciężar (kg) | Dźwięk (16tel) | Piętro   |
| 1  | Salvator/Blasius major             | 1502         | Gerhard van Wou               | 1935          | 4800        | a0 +1          | dolne    |
| 2  | Maria                              | 1502         | Gerhard van Wou               | 1726          | 3300        | h0 −1          | dolne    |
| 3  | Jan Chrzciciel                     | 1502         | Gerhard van Wou               | 1548          | 2400        | cis¹ −5        | dolne    |
| 4  | Tomasz z Canterbury                | 1990         | Glockengießerei Rincker, Sinn | 1374          | 1578        | d¹ ±0          | środkowe |
| 5  | Anna/Dominikal                     | 1506         | Hinrick van Campen            | 1053          | 690         | eis¹ +4        | środkowe |
| 6  | Blasius medius et minor/Bergglocke | 1506         | Hinrick van Campen            | 941           | 550         | gis² −5        | środkowe |
| 7  | Maria/Wolfglocke                   | 1506         | Hinrick van Campen            | 843           | 380         | ais¹ +2        | środkowe |
| 8  | Tomasz Apostoł                     | 1506         | Hinrick van Campen            | 796           | 320         | h¹ +3          | środkowe |
| 9  | Kaspar/Vesper-/Opfermannsglocke    | 1506         | Hinrick van Campen            | 697           | 220         | cis² +5        | środkowe |
| 10 | Katarzyna                          | 1506         | Hinrick van Campen            | 643           | 180         | dis² −1        | środkowe |
| 11 | Gabriel/Stimm-/Bimmelglocke        | 1700         | Arnold Grete, Braunschweig    | 510           | 90          | eis² +6        | górne    |
| 12 | Adämchen/Błażej Najmniejszy        | ok. XV wieku | nieznany/nieznane             | 390           | 36          | dis³ +4        | górne    |

### Wnętrze

#### Prezbiterium, transept i nawa główna

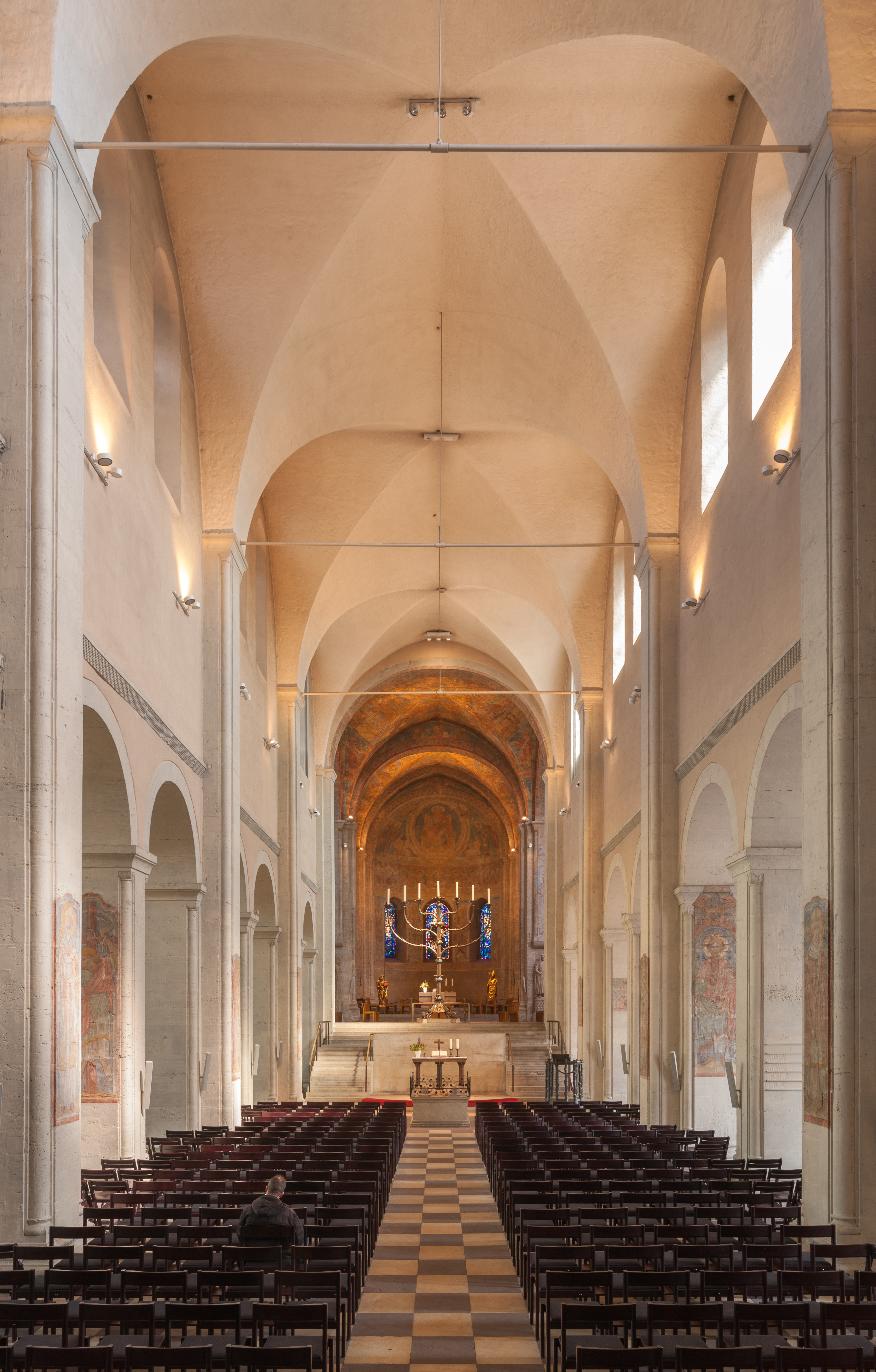
Wnętrze katedry, widok od strony zachodniej

Nawa główna, prezbiterium, transept, oraz częściowo nawa południowa przykryte są sklepieniem krzyżowo-kolebkowym. W przypadku części chórowej, sklepienia są oddzielone gurtami. Ten motyw występuje również w nawie południowej co dwa przęsła. Sklepienia wsparte są na masywnych filarach międzynawowych, oraz kolumnach. Zgodnie z porządkiem systemu wiązanego zastosowano alternację filarów (filar – kolumna), które tworzą w elewacjach wewnętrznych arkady międzynawowe, zamknięte półkolistym łukiem. Światło pada z prostokątnych, półkoliście zamkniętych okien, z których większość tworzą parzysty układ.

#### Nawy południowe
Podwójne nawy boczne mają tę samą wysokość. W przypadku południowej zachowano dawną romańską nawę boczną, dobudowując drugą gotycką, nakrytą sklepieniem krzyżowo-żebrowym. Zachował się gotycki detal architektoniczny – cykl zworników, z płaskorzeźbionymi motywami roślinnymi, oraz zoomorficznymi (m.in. orzeł, lew). Sklepienie wsparte jest na ośmiobocznych filarach. Nawę oświetlają duże ostrołukowe okna z dekoracją maswerkową.

#### Nawy północne

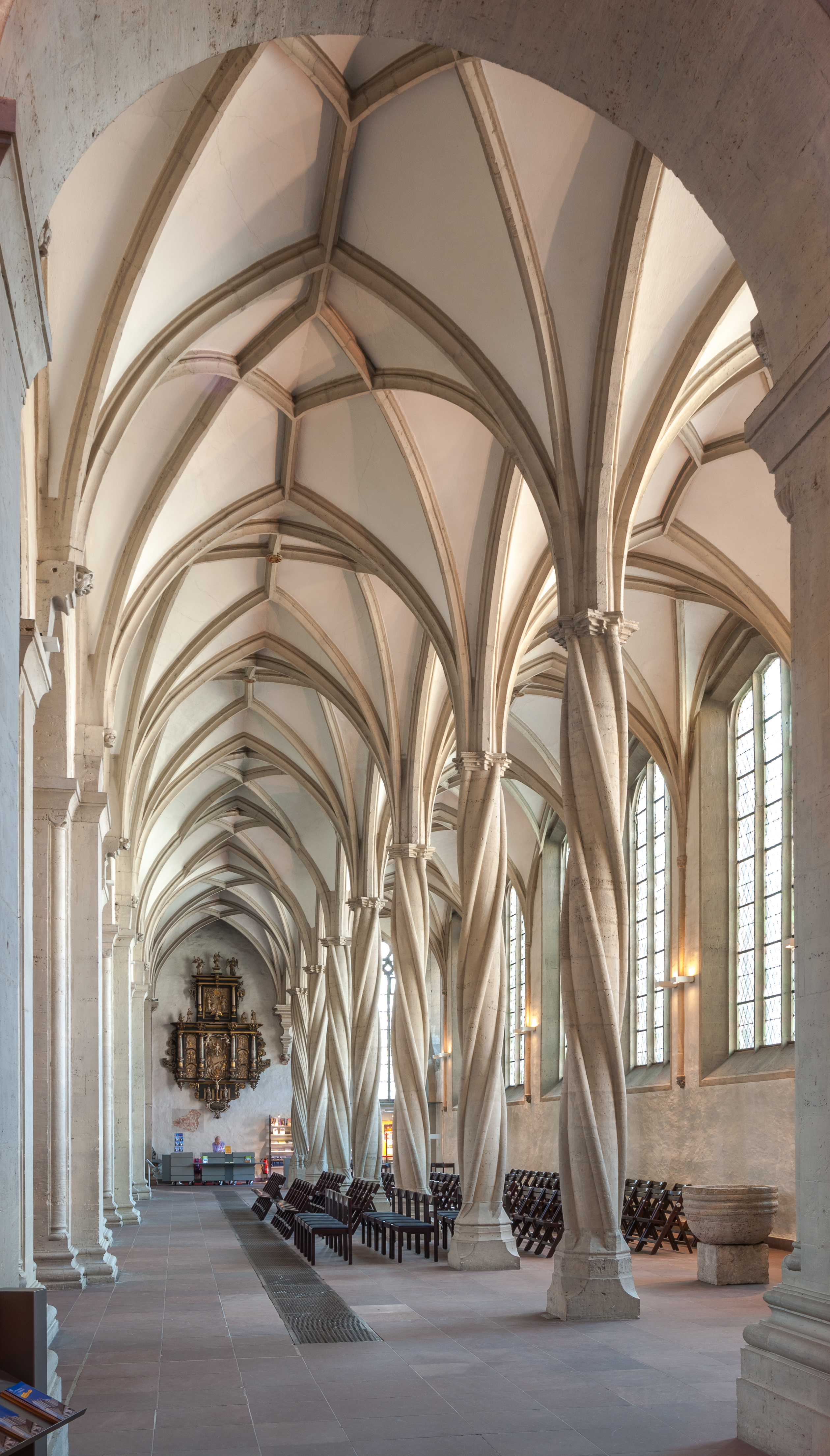
Nawa północna

Część północną przebudowano w II poł. XV w. Dawną romańską nawę boczną zastąpiono dwoma, w stylu perpendicular – charakterystyczny dla późnego gotyku angielskiego. Charakterystycznym motywem tego stylu zastosowanym w katedrze są prostokątne okna zamknięte tzw. łukiem Tudorów. Uwagę zwraca jednak architektura wnętrza, o rzadko stosowanych formach. Osiem przęseł obu naw północnych nakryte są sklepieniami gwiaździstymi oraz sieciowymi, wsparte na służkach, które spiralnie obiegają okrągłe filary. Co więcej, co dwa przęsła zmienia się rysunek sklepienia, zastosowano tu także alternację filarów zwieńczonych profilowanymi kapitelami w formie gwiazdy – układ spiralnych służek jest skierowany w lewo, w następnym filarze w prawo. Wnętrze północnej części świątyni kontrastuje od strony architektonicznej z ciężką, kubiczną nawą główną. Elementy konstrukcyjne nawy północnej takie jak żebra sklepień, służki oznaczają się lekkością i plastycznością. Przy filarach międzynawowych zachowało się kilka wsporników z płaskorzeźbionymi figurami m.in. popiersie anioła trzymającego herb Anglii – Krzyż św. Jerzego, co odnosi się zarówno do Św. Tomasza Becketta, jak małżonki Henryka Lwa – Matyldy.

## Wystrój wnętrza

### Polichromia

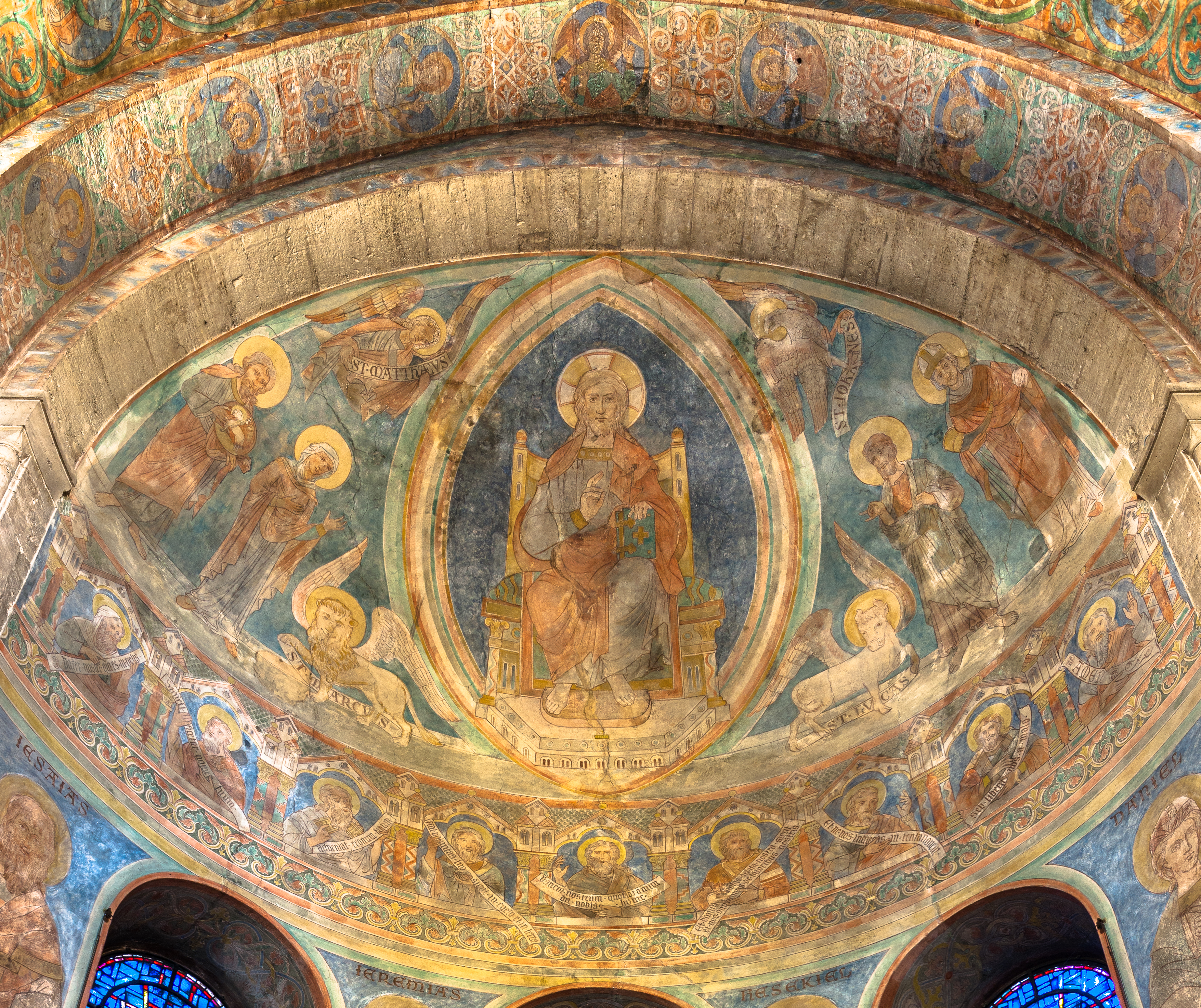
Chrystus na majestacie, fragment polichromii w absydzie wschodniej

Podczas renowacji w 1845 na ścianach i sklepieniach prezbiterium i transeptu odkryto spod tynku malowidła malowanych techniką secco przedstawiające cykle z życia świętych patronów katedry, Legendę Krzyża Świętego. Pracami kierowali m.in. Heinrich Brandes, Adolf Quensen oraz prof. August Ottmar Essenwein. Podczas renowacji w 1876 odkryto kolejne malowidła – m.in. na filarach międzynawowych przedstawiające świętych i sceny z życia Marii (np. Zwiastowanie). Następnie odnawiano zachowane partie polichromii, w 1952 podczas ostatniej renowacji wnętrza prowadzonej przez Fritza Hutziga wyeksponowano dawną polichromię, pobielono zaś ściany nawy głównej z malowidłami z czasów III Rzeszy. Na ścianie nawy północnej odkryto inskrypcje domniemanego autora – Johannesa Galliciusa.
Cykl malowideł otwierają przedstawienia w absydzie. Na konsze absydy pośrodku ukazany jest Chrystus w Majestacie – tronujący Chrystus we wrzecionowatej mandorli w otoczeniu symboli czterech Ewangelistów. Po bokach stoją postaci świętych Jana Chrzciciela i Marii (po stronie północnej) oraz Piotra Apostoła i Błażeja (po stronie południowej). Poniżej znajduje się fryz z motywami architektonicznymi w kształcie stylizowanych arkad w których umieszczono postaci dwunastu Apostołów. Między trzema oknami absydy postaci czterech najważniejszych Proroków – Izajasza, Jeremiasza, Ezechiela i Daniela.
Na ścianach prezbiterium przedstawiono w trzech strefach żywoty świętych: Błażeja z Sebasty i Jana Chrzciciela (po stronie północnej), oraz Tomasza z Canterbury (po stronie południowej). Powyżej, pomiędzy oknami widoczne są cykle starotestamentowe – m.in. wątki z Genesis – dzieje Kaina i Abla oraz dzieje Abrahama, Izaaka i Mojżesza. Na sklepieniu stylizowany wątek Drzewa Jessego.
Sklepienie skrzyżowania naw zawiera cykle poświęcone najważniejszym świętom kościelnym – Bożego Narodzenia (Zwiastowanie, Narodzenie Jezusa, Ofiarowanie w świątyni), Wielkanocy (Trzy Marie u Grobu, Wieczerza w Emaus), oraz zesłaniu Ducha Świętego. Na kluczu medalion z Agnus Dei. Kompozycję zamyka wyobrażenie murów Jerozolimy z dwunastoma bramami przy których stoją Apostołowie. Przy narożach postaci ośmiu Proroków. Gurty oddzielające poszczególne przęsła pokryte są malowanymi wątkami Deesis, Spotkania Chrystusa z Janem Chrzcicielem oraz medaliony z personifikacjami sześciu cnót (po stronie północnej), sześć postaci niezidentyfikowanych świętych (po stronie południowej), siedmiu biskupów (po stronie wschodniej) oraz siedem aniołów (po stronie zachodniej).
Na ścianach południowego ramienia transeptu zachował się dwustrefowy cykl Legendy Krzyża Świętego, oraz przedstawienia z przypowieści o Pannach Mądrych i Pannach Głupich. Na sklepieniu wątki apokaliptyczne – tronujący Chrystus i Maria, 24 Starców, oraz przedstawiania aniołów i serafinów.
Malowidła datowane są na ok. 1230 rok. Reprezentują odmianę tzw. stylu zygzakowatego (Zackenstil) – zjawiska występującego w sztukach plastycznych na przełomie romanizmu i gotyku, którego wpływy mają źródło w sztuce bizantyńskiej.

### Ołtarz NMP

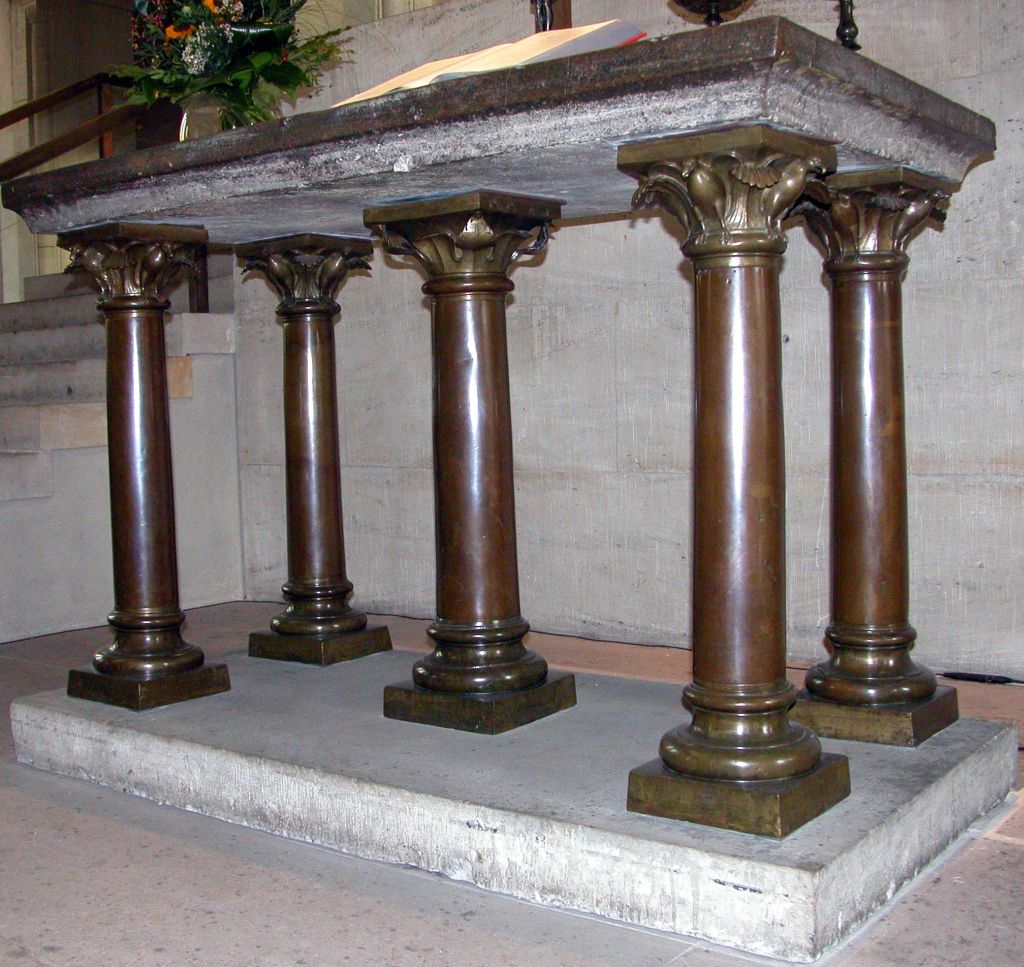
Ołtarz NMP

Nawę środkową zamyka ołtarz dedykowany Najświętszej Marii Panny. Ołtarz ten jest w formie stołu postawionego na niewysokim postumencie, prawdopodobnie niegdyś mieszczącym grób. Marmurowy blat (168 × 89 cm) na którym kładziono Ewangeliarz Henryka Lwa wsparty jest na pięciu wysokich na 95 cm wykonanych z brązu kolumnach o antycznych w formie bazach i trzonach. Natomiast kapitele kolumn narożnych ozdobione są wyobrażeniami wznoszącego się orła. Środkowa kolumna, której kapitel ma kształt lilii kryła wewnątrz relikwie świętych. Zachowała się m.in. plakietka z inskrypcją i datą informującą o fundacji ołtarza przez Henryka Lwa, a poświęconego 8 września przez Adeloga, biskupa Hildesheim (zm. 1190).

### Świecznik siedmioramienny

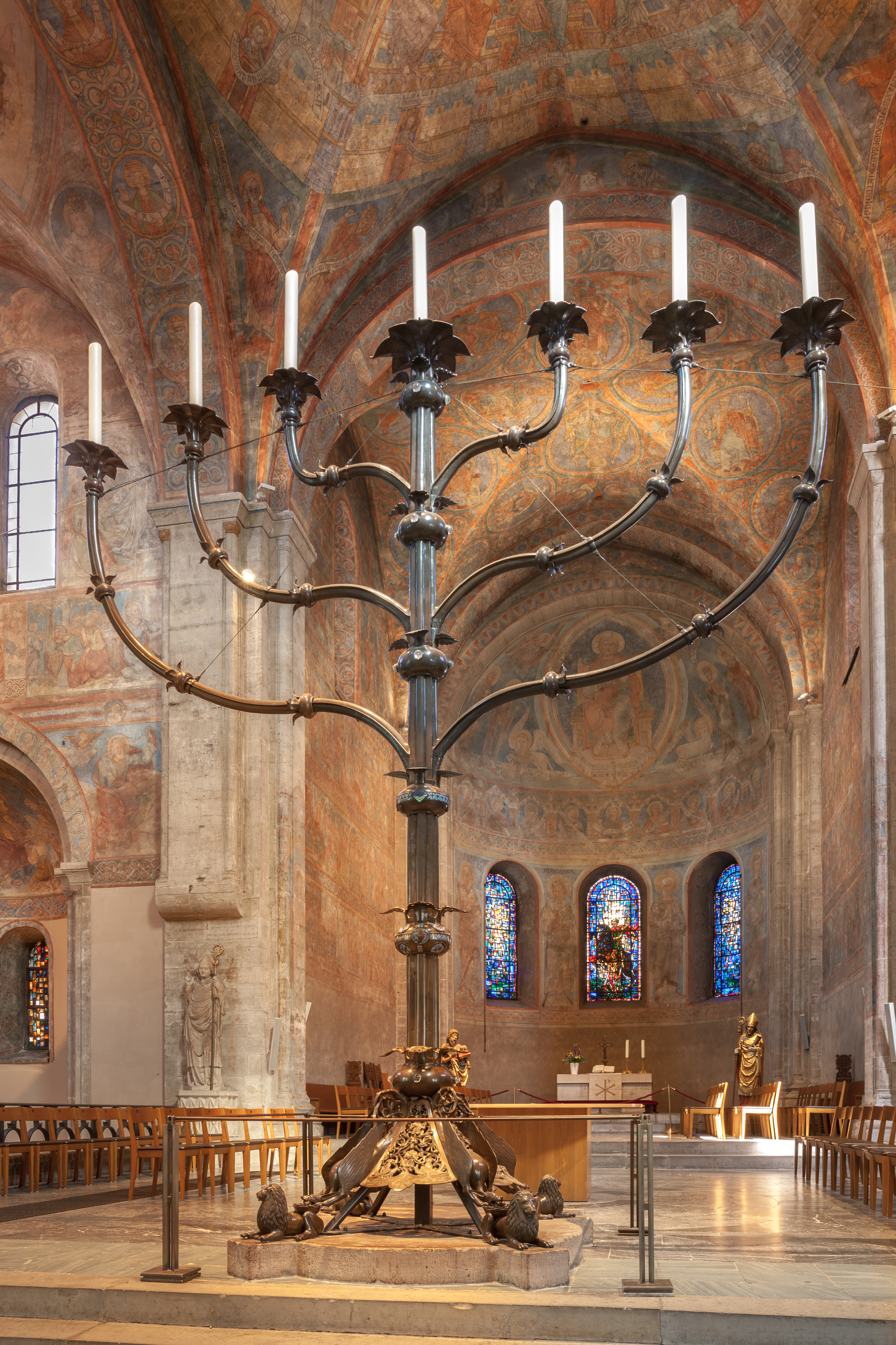
Romański świecznik siedmioramienny

Na skrzyżowaniu naw obok schodów prowadzących do prezbiterium stoi wielki brązowy świecznik siedmioramienny, będący ideowym nawiązaniem do świecznika w starotestamentowej świątyni Salomona. Waży ponad 400 kg, jest wysoki na 4 metrów, zaś całkowita rozpiętość ramion wynosi ponad 4,5 m. Czworoboczna podstawa posiada bogatą dekorację rzeźbiarską. Nóżki tworzą lwy, oraz stylizowane skrzydlate smoki o fantastycznie kształtowanych ogonach. Pomiędzy nóżkami ażurowe elementy z personifikacjami czterech cnót kardynalnych (Męstwo, Roztropność, Umiarkowanie i Sprawiedliwość), figurkami proroków (Izajasza, Jeremiasza, Ezechiela i Daniela) oraz alegoriami czterech rzek (Eufrat, Tygrys, Piszon i Gichon). Spośród nodusów ozdobionych w XIX w. kryształem górskim jeden zachował dawną emaliowaną dekorację, na którą składają się m.in. medaliony z wizerunkami Czterech Ewangelistów ukazanych w trakcie pisania ksiąg, stojących na pulpitach. Obok zostały ukazane symbole Ewangelistów – anioł, wół, orzeł i lew.

### Krucyfiks Imerwarda

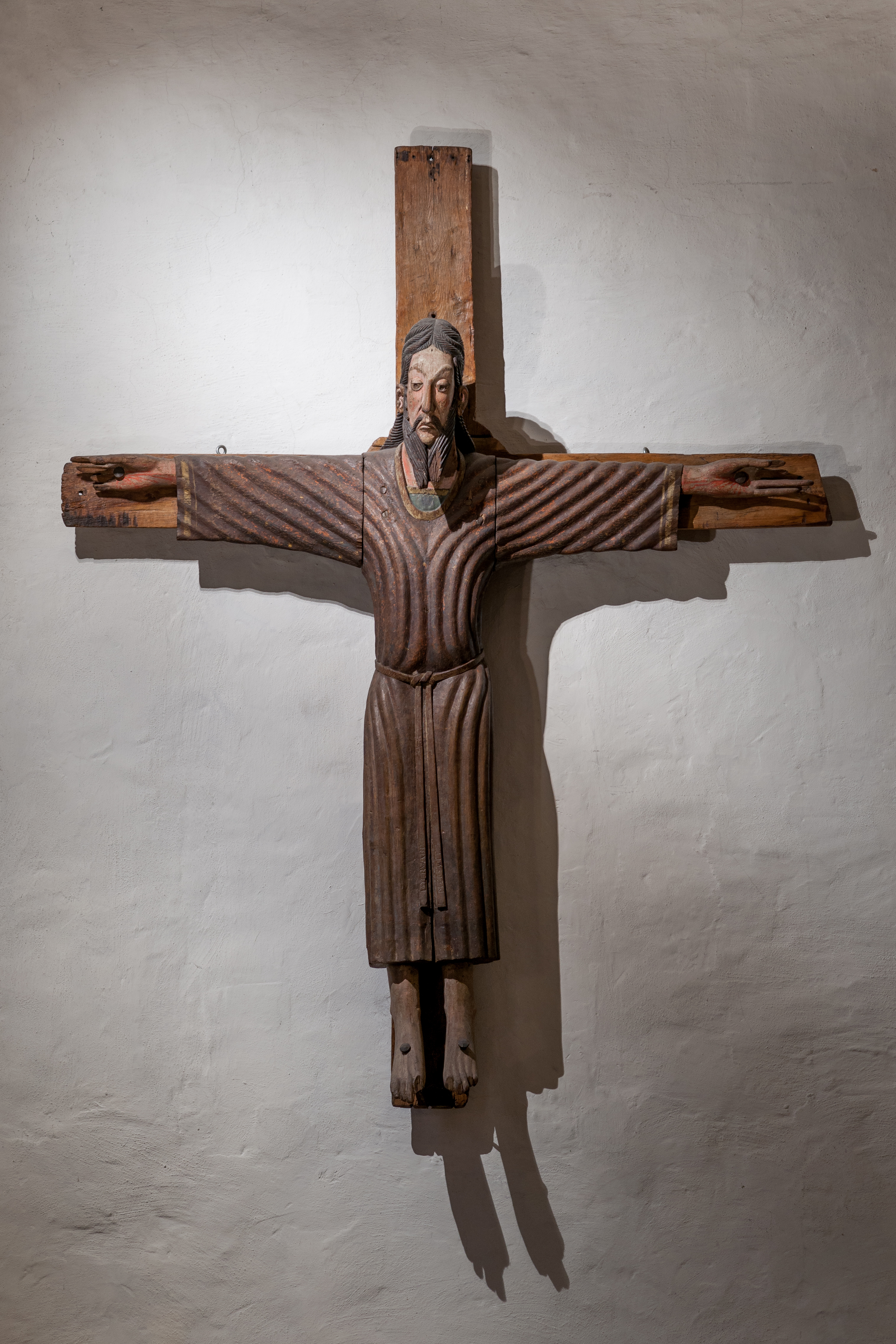
Krucyfiks Imervarda

Na wschodniej części nawy południowej wisi drewniany „Krzyż Imervarda”. Ten przykład wczesnoromańskiej rzeźby wiązany jest z dawnym ołtarzem Świętego Krzyża poświadczonym według źródeł pisanych w 1150. Krzyż ten jest przykładem średniowiecznego przedstawienia Ukrzyżowanego w typie Volto Santo. Pierwowzorem tego typu jest krucyfiks z katedry Św. Marcina w Lucce w zachodniej Toskanii. Statyczna postać ukrzyżowanego Chrystusa, o otwartych oczach charakterystyczna jest również dla dzieł znanych jako krucyfiksów triumfalnych, których treść poświadcza zwycięski wymiar śmierci Zbawiciela.
Na równoramiennym krzyżu, zbliżonym do krzyża greckiego wisi przybity czterema gwoździami Chrystus ubrany w długą przepasaną tunikę, która zachowała ślady barwnej polichromii. Tunika była granatowa ozdobiona motywem złotych gwiazd. Głowa Chrystusa jest znacznie wydłużona. Chrystus ma szeroko otwarte oczy, wzrok kieruje w stronę modlącego się. Charakterystyczny dla tego typu ikonograficznego jest układ ciała Chrystusa – zarówno jak nogi, jak ramiona są ułożone zgodnie z liniami krzyża.
Na pasie wiążącym tunikę można dostrzec łacińską inskrypcję pisaną rzymską antykwą: „IMERVARD ME FECIT” (Imerward mnie stworzył).

### Rzeźby

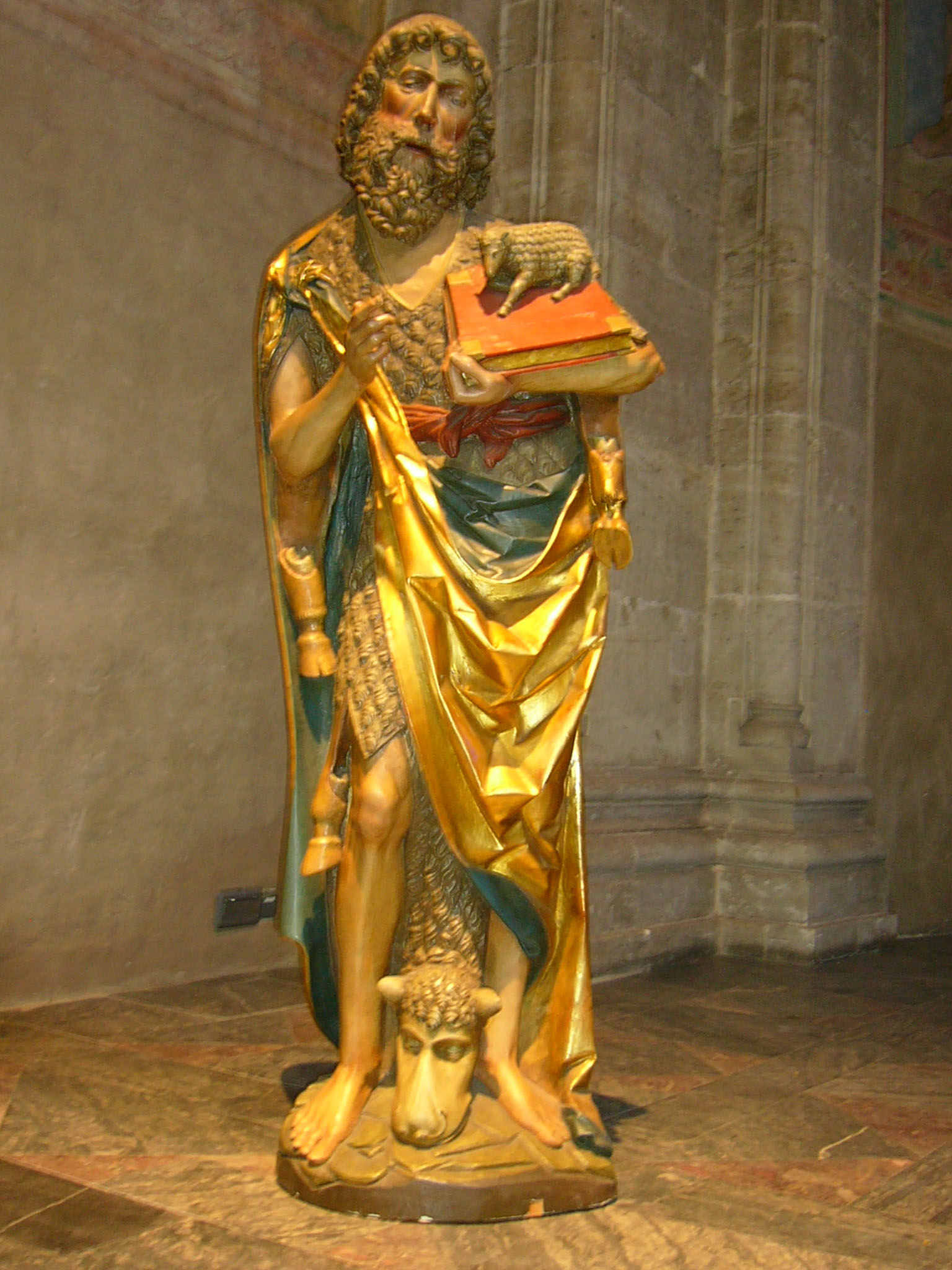
Gotycki posąg Jana Chrzciela

W katedrze zachował się zespół rzeźb gotyckich z XIII–XVI w. Przy narożach wschodniej absydy stoją dwa późnogotyckie pełnoplastyczne posągi patronów katedry – świętych Błażeja (jako biskup, w rękach trzyma róg oraz pastorał) oraz Jana Ewangelisty (z księgą i Agnus Dei). Wykonane ok. 1500 r. Pod arkadą tęczowa oddzielającą prezbiterium od skrzyżowania naw stoją dwie monumentalne kamienne figury. Starsza z nich datowana na ok. 1270/80 przedstawia księcia (niektórzy badacze identyfikują go z Henrykiem Lwem) odzianego w długą tunikę i płaszcz. W prawej ręce trzyma miecz który jest podniesiony do góry. Druga rzeźba wykonana w 1370 przedstawia biskupa Hildesheim Henryka III (pontyfikat w latach 1331–1362). W absydzie południowego ramienia transeptu znajduje się figura Chrystusa Frasobliwego oraz kolumna pasyjna na której są zawieszone Arma Christi (m.in. odcięte ucho Malchusa), popiersie św. Weroniki trzymającej veraicon i mniejsze popiersia Annasza, Kajfasza oraz Szymona z Cyreny. Na szczycie kolumny stoi kogut symbolizujący zaparcie św. Piotra.
Przy ścianie południowej nawy bocznej usytuowane są figury pary książęcej identyfikowane z Ottona Łagodnym (księciem Brunszwiku i Getyngi) i jego małżonką Agnieszką Brandenburską. Para odziana jest w charakterystyczne dla XIV w. kostiumy, księżna ma głowę nakrytą kruzelerem.

### Nagrobek Henryka Lwa i Matyldy

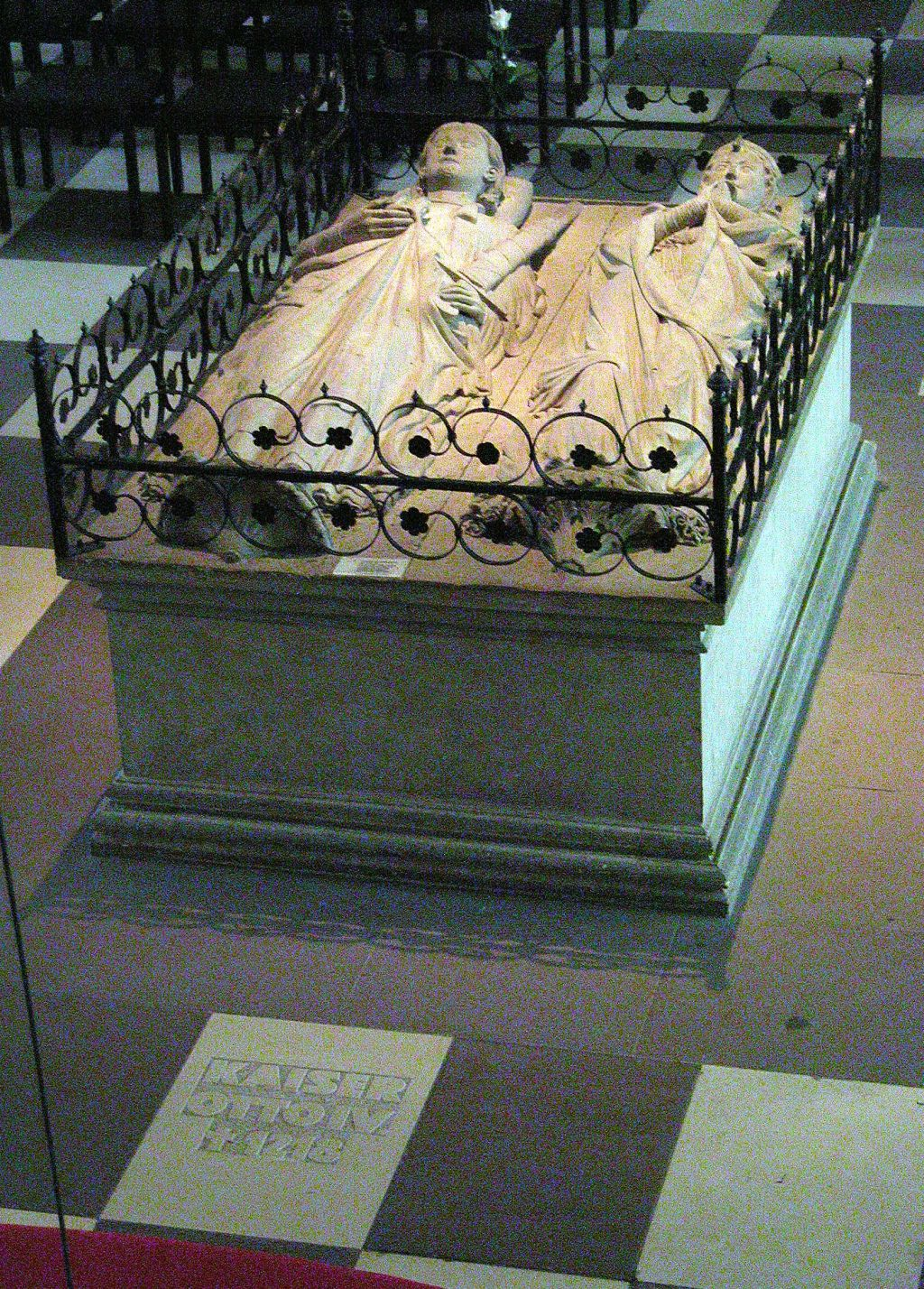
Nagrobek Henryka Lwa i Matyldy

Przed ołtarzem NMP znajduje się nagrobek Henryka Lwa i Matyldy Plantagenet oraz kamień nagrobny ich syna, cesarza Ottona IV Welfa oraz jego małżonki Beatrycze Hohenstauf. Wykonany między 1235–1240 obok nagrobków Plantagenetów w opactwie Fontevraud jest najstarszym przykładem gotyckiej sztuki sepulkralnej. Skromna tumba kontrastuje z płytą wierzchnią na której znajdują się ponadnaturalnej wielkości rzeźby przedstawiające leżące postaci pary książęcej. Obie postaci ukazane w kwiecie wieku, w pełni życia, co ilustrują otwarte oczy oraz uśmiech na twarzy Matyldy. Po lewej stronie Henryk Lew trzymający w prawej ręce miecz owinięty pasem tkaniny co symbolizuje jego władzę prawną. W prawej ręce trzyma model kościoła, którego forma jest zminiaturyzowaną wersją fundowanej przez księcia brunszwickiej świątyni. Matylda ukazana jest w pełni pobożności, co poświadczają złożone ręce.

### Epitafia
Po przejęciu kościoła przez luteran, wystrój wnętrza był stopniowo wzbogacany epitafiami, do dziś zachował się cenny zespół tego typu dzieł, głównie w stylu niderlandzkiego manieryzmu. Rozmieszczone są przede wszystkim w nawach bocznych katedry. Do dzieł tego typu należą:
- epitafium Elisabeth von Schulenburg (zm. 1604) z obrazem przedstawiającym zmarłą z małżonkiem klęczących u stóp Ukrzyżowanego. W tle panorama Brunszwiku. Ponadto obrazy m.in. z przedstawieniem Zmartwychwstania, oraz rzeźbami aniołów.
- epitafium Wilhelma von Ow (zm. 1615) z malowanymi przedstawieniami Bożego Narodzenia, Ukrzyżowania oraz Zmartwychwstania, rzeźbami Adama i Ewy, oraz aniołów.
- epitafium dziekana Valeriusa Möllera (zm. 1634) i jego żony Małgorzaty, przykład małej architektury z licznymi płaskorzeźbami z cyklem pasyjnym. Ponadto wszystkie dzieła mają dekoracje w formie ornamentu okuciowego, charakterystycznego dla niderlandzkiego manieryzmu i wczesnego baroku.
- epitafium Caspara von Völckera (zm. 1730) i jego żony Catheriny – późnobarokowe, z ozdobnym kartuszem inskrypcyjnym, owalnymi obrazami portretów pary zmarłych oraz bogatej dekoracji figuralnej i ornamentalnej, rzeźbionymi herbami i panopliami.

## Krypta Welfów

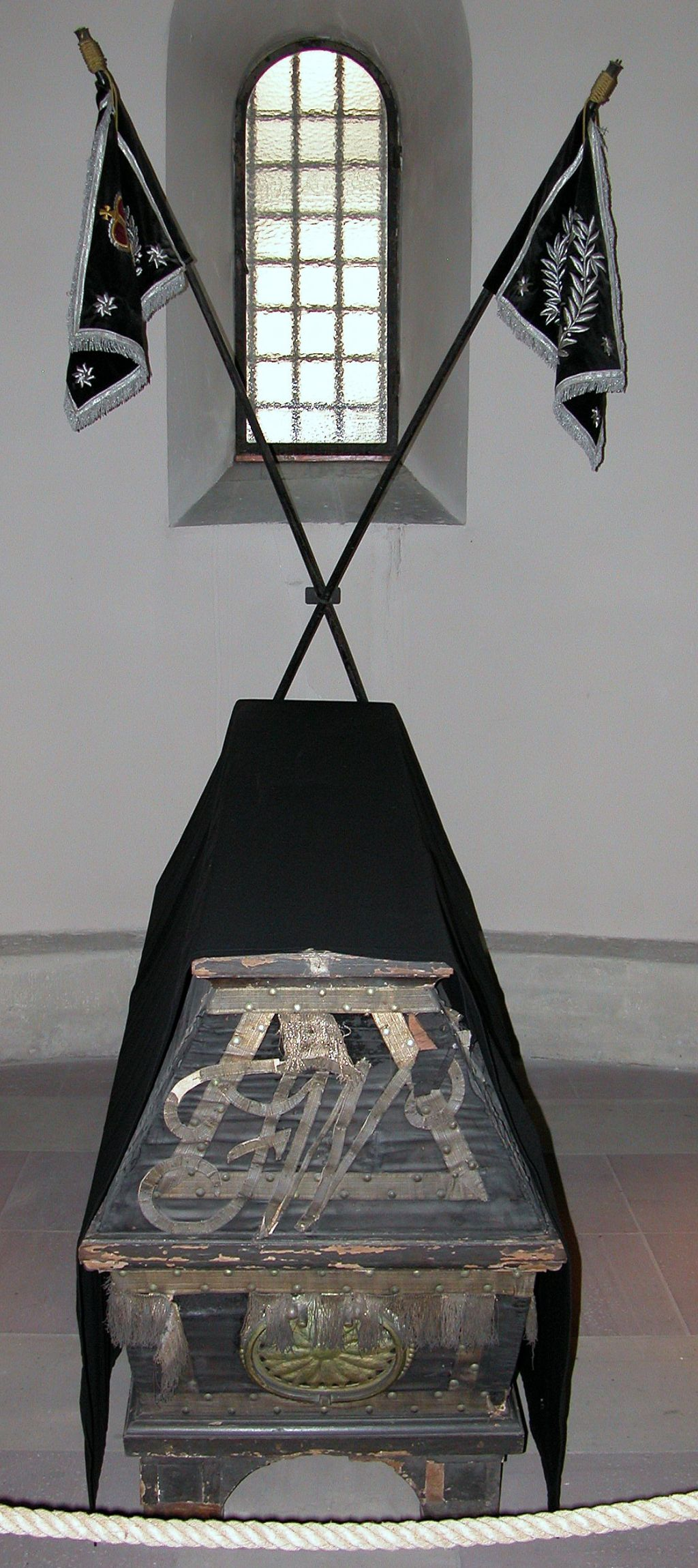
Sarkofag Fryderyka Wilhelma

Znajdująca się pod prezbiterium i transeptem krypta sięgająca swoimi dziejami powstania świątyni jest miejscem pochówku większości książąt z dynastii Welfów, którzy zarządzali Brunszwikiem. Władcy są pochowani w zabytkowych sarkofagach, niektóre z nich są dziełami nowożytnego stolarstwa. Ułożone są w dwóch rzędach, Wśród nich wyróżnia się sarkofag Fryderyka Wilhelma zwanego Czarnym Księciem. Poszczególne części zdobią elementy okucia o wyszukanych formach, zaś wierzch zdobi rzeźba Chrystusa Ukrzyżowanego. Chrystus ukazany został po przybiciu do krzyża, przed podniesieniem. Przy sarkofagu dwa czarne proporce z herbem książęcym i wieńcem laurowym o skrzyżowanych drzewcach. Rokokowy nagrobek księcia Alberta w kształcie marmurowej tumby wyróżnia się monumentalnością i bogactwem dekoracji z motywem leżących lwów i herbu. Natomiast Henryk Lew i Matylda spoczywają w skromnych granitowych tumbach w specjalnej powstałej w 1935 r. komorze wykonanej z granitowych bloków. Jest to zachowane świadectwo z czasów III Rzeszy, kiedy to niektóre części wystroju katedry zostały przekształcone z myślą o wykorzystaniu postaci Henryka Lwa do propagandy.
Krypta kryje doczesne szczątki następujących książąt:
- Gertruda (zm. 1077), margrabina, ok. 1030 fundatorka pierwszego kościoła przy palatium w Brunszwiku
- Ekbert II z Miśni (1059–1090), margrabia
- Gertruda II (ok. 1058–1117), siostra Ekberta II, fundatorka (1115) kościoła i klasztoru św. Idziego w Brunszwiku, prababka Henryka Lwa
- Henryk Lew (1129–1195), książę Saksonii i Bawarii oraz Matylda Plantagenet (1157–1189), druga żona Henryka Lwa, córka króla Anglii Henryka II
- cesarz Otton IV (1176–1218), syn Henryka Lwa i Matyldy, oraz jego pierwsza żona Beatrycze Szwabska (1198–1212)
- Ferdynand Albrecht I (1636–1687) oraz Christine (1648–1702)
  - August Ferdynand (1677–1704)
  - Ferdynand Albrecht II z Brunszwiku-Lüneburga II (1680–1735) oraz Antoinette-Amalie (1696–1762), córka Ludwiga Rudolfa z Brunszwiku i Wolfenbüttel
    - Karol I (1713–1780), założyciel Collegium Carolinum i manufaktury w Fürstenberg oraz Filipa Charlotta Pruska (1716–1801), siostra Fryderyka II
      - Karol Wilhelm Ferdynand (1735–1806), uczestnik bitew pod Jeną i Auerstedt
        - Karolina Brunszwicka (1768–1821), żona Jerzego IV Hanowerskiego, króla Anglii
        - Fryderyk Wilhelm (1771–1815), „Czarny Książę”, zginął w bitwie pod Quatre Bras
          - Wilhelm (1806–1884), na nim wygasła linia brunszwicko-wolfenbüttel

      - Maximilian Julius Leopold (1752–1785), syn Karola I, pruski generał

    - Ludwig Ernst z Brunszwiku-Lüneburga-Bevern (1718–1788), regent i namiestnik Niderlandów
    - Ferdynand, książę Brunszwiku-Wolfenbüttel (1721–1792), syn Ferdynanda Albrechta II, pruski feldmarszałek, walczył w bitwach pod Krefeld (23 czerwca 1758) i Minden (1 sierpnia 1759)
    - Albrecht (1725–1745), syn Ferdynanda Albrechta II, generał pruski, zginął w bitwie pod Soor
    - Fryderyk Wilhelm (1731–1732), syn Ferdynanda Albrechta II
    - Fryderyk Franciszek z Brunszwiku-Wolfenbüttel (1732–1758), syn Ferdynanda Albrechta II, poległ w bitwie pod Hochkirch

  - Ernest Ferdynand (1682–1746), syn Ferdynanda Albrechta I oraz Eleonory Karoliny z Kurlandii (1686–1748)
    - Fryderyk Jerzy (1723–1776), prałat katedry w Lubece

  - Ferdynand Chrystian (1682–1706), syn Ferdynanda Albrechta I
  - Henryk Ferdynand (1684–1706), syn Ferdynanda Albrechta I

## Skarb Welfów
Z dziejami katedry brunszwickiej związany jest Skarb Welfów. Brunonowie, a następnie Welfowie hojnie uposażali katedrę w drogocenne dzieła sztuki gł. złotniczej przede wszystkim w celu przechowywania sprowadzonych przezeń relikwii. Do XVII w. zabytki te gromadzono w katedralnym skarbcu, a następnie były przekazywane książętom brunszwicko-lüneburskim, władcom Królestwa Hanoweru oraz dalszym spadkobiercom Welfów. Z rodem tym związane były do 1929 roku, kiedy to skarb został spieniężony, a w konsekwencji rozproszony. Większość zabytków (42 dzieła) przechowywana jest w Muzeum Rzemiosła Artystycznego na Kulturforum w Berlinie oraz w Art Institute w Chicago, Cleveland Museum of Art w tymże mieście; pojedyncze zabytki znalazły się w zbiorach i muzeach m.in. w Bremie, Göteborgu, Filadelfii, Kansas City (Nelson-Atkins Museum of Art), Houston, Cambridge (Massachusetts). Relikwie głównego patrona katedry znajdują się dziś w Zamku Dankwarderode w pozłacanym relikwiarzu w formie ręki ozdobionym dwoma kameryzowanymi bransoletami (u nasady oraz poniżej nadgarstka) i wtórnie dodanymi pierścieniami. W Kunstgewerbemuseum prezentowane są m.in. bogato emaliowany tzw. Krzyż Welfów, kilka relikwiarzy w formie ręki (m.in. świętych Zygmunta, Bartłomieja, Cezarego, Teodora), relikwiarz kopułowy ze schyłku XII w. ołtarzyk przenośny Eilbertusa z lat ok. 1150/60, plenarium daru Ottona Łagodnego, a nadto późniejsze zabytki m.in. figura relikwiarzowa św. Błażeja z ok. 1400 r. W Cleveland przechowywane są m.in. emaliowany medalion z VIII wieku z głową Chrystusa (tzw. Medalion Cumberlanda), dwa krzyże relikwiarzowe z około 1038 roku sprawione przez Liudolfa i Gertrudy von Egisheim, tzw. róg (olifant) św. Błażeja z kości słoniowej z XII w., patena św. Bernwarda z Hildesheim w oprawie z XV w. W Chicago znajdują się duży zespół relikwiarzy z XIV i XV w. oraz krzyż łączony z fundacją Ottona Łagodnego.

## Galeria

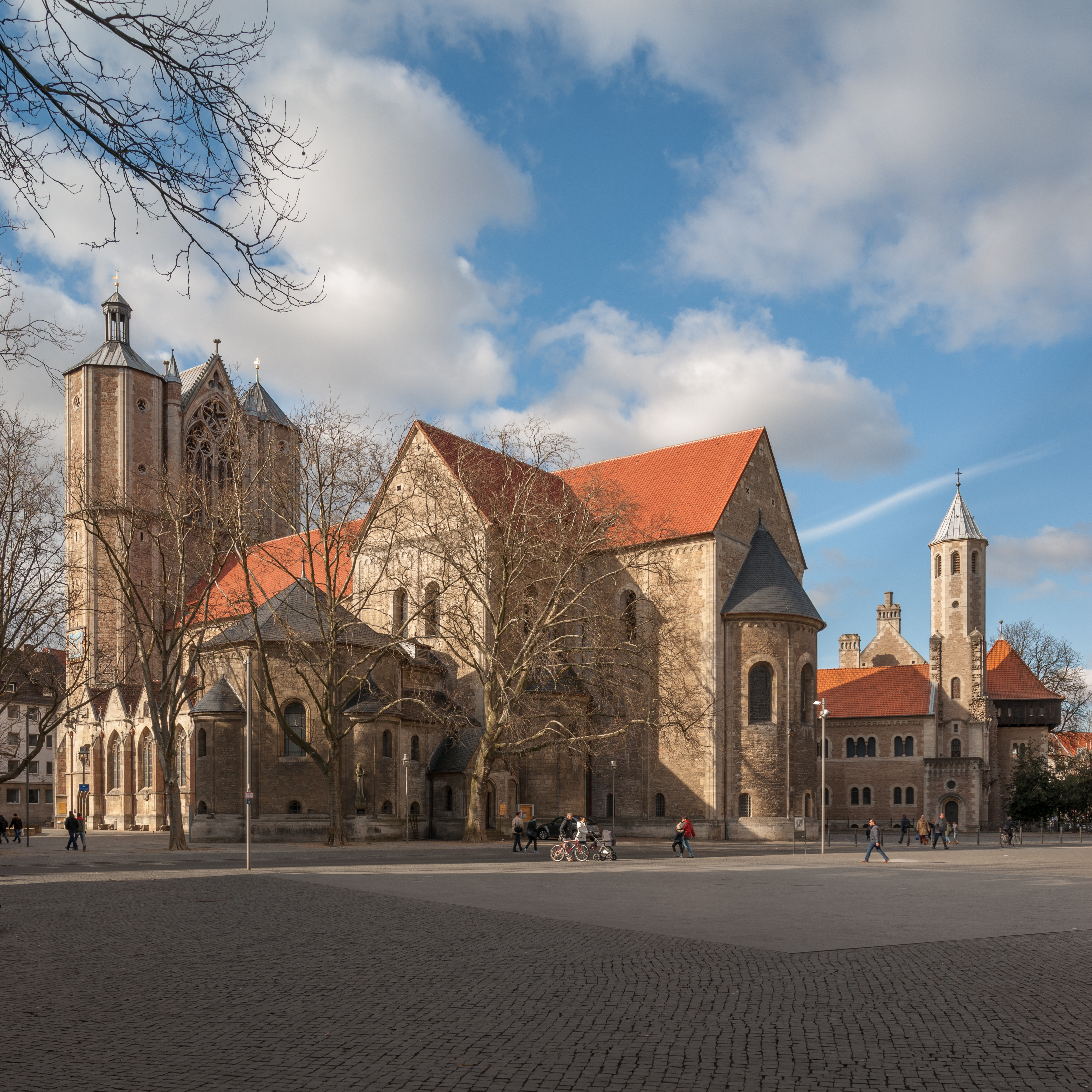
Widok katedry od strony południowo-wschodniej
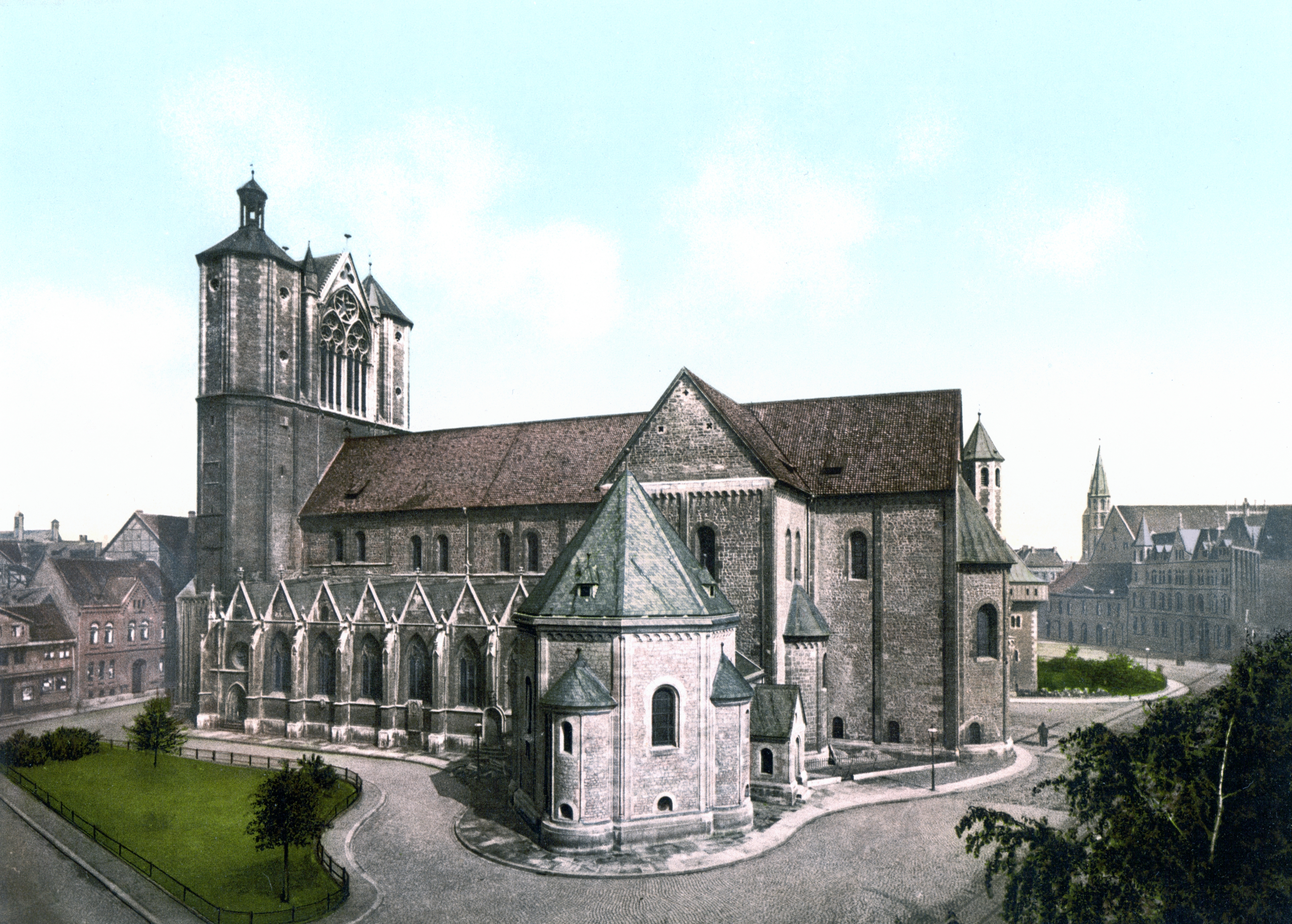
Katedra w Brunszwiku (zdjęcie z 1900 r.)
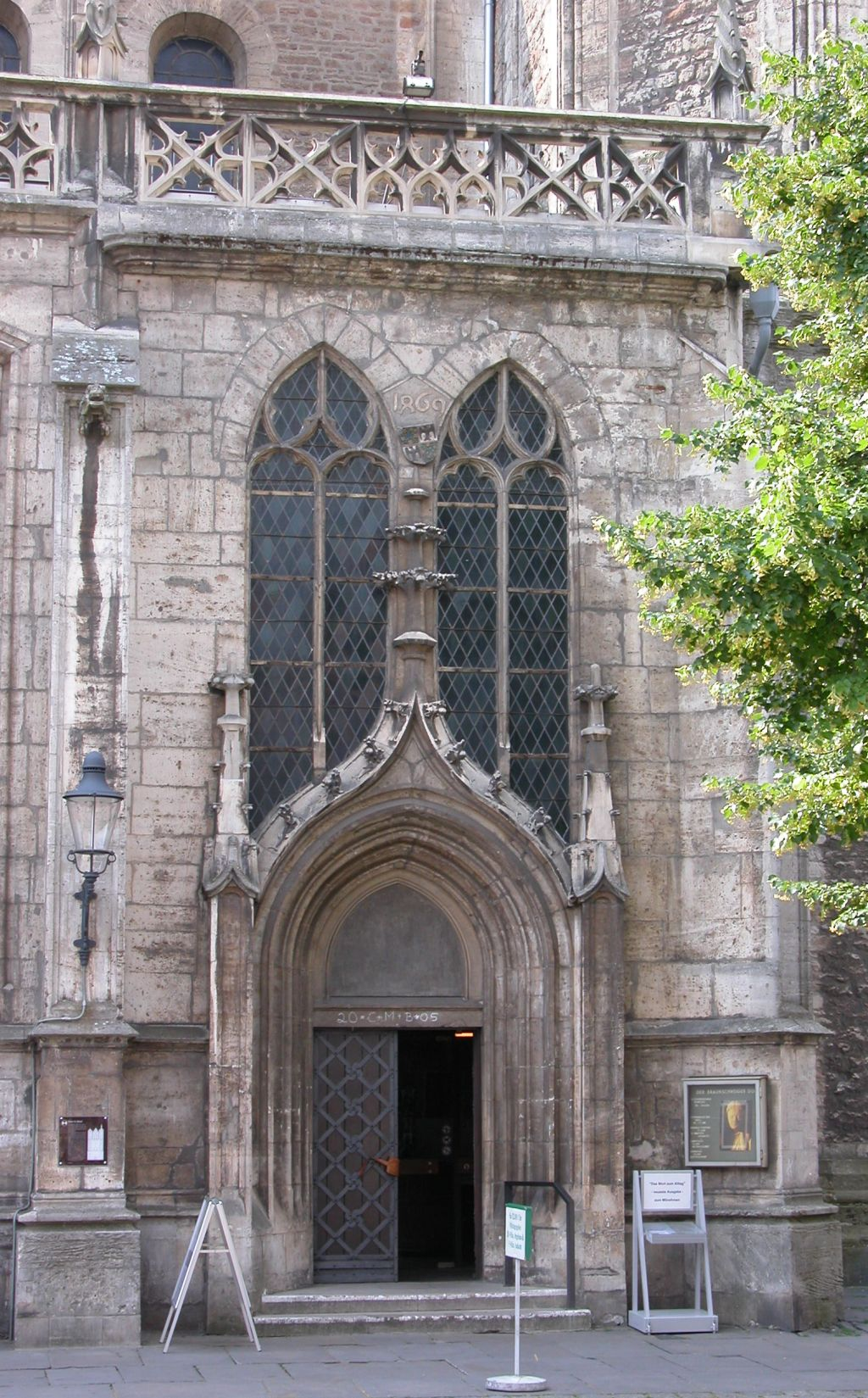
Gotycki portal północny z wejściem głównym
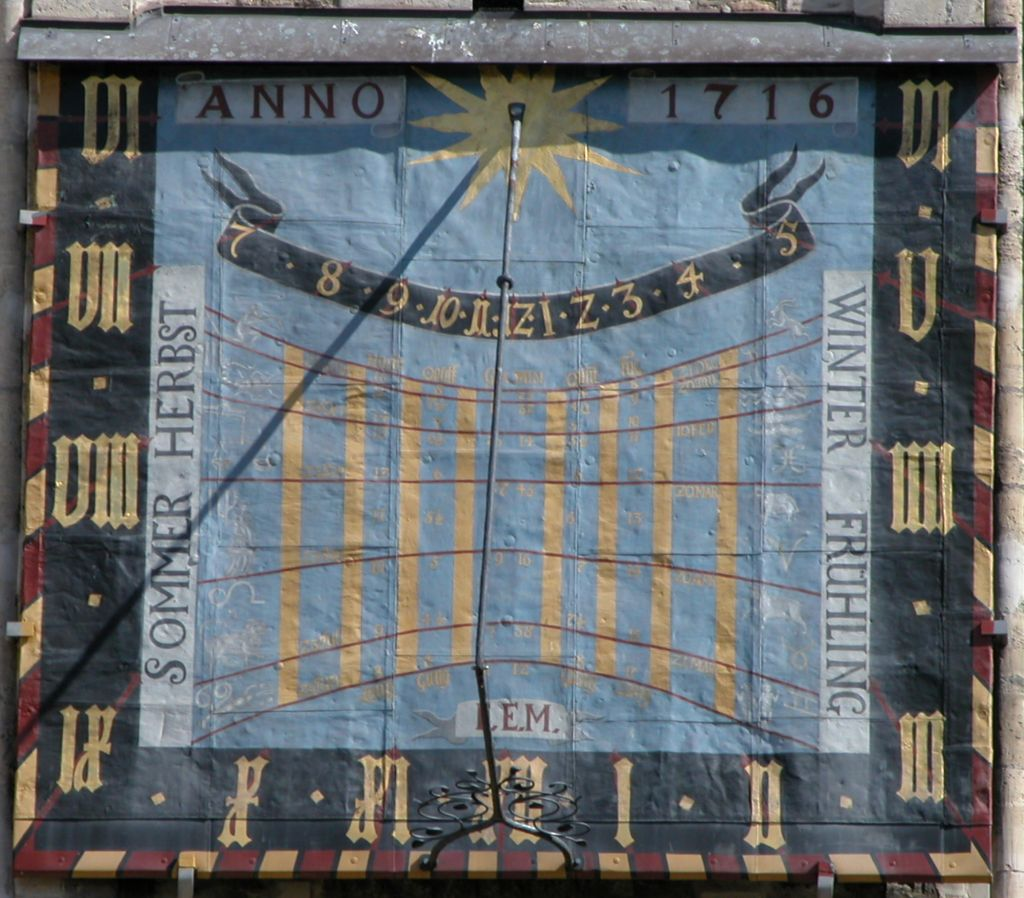
Zegar słoneczny z 1716 r.

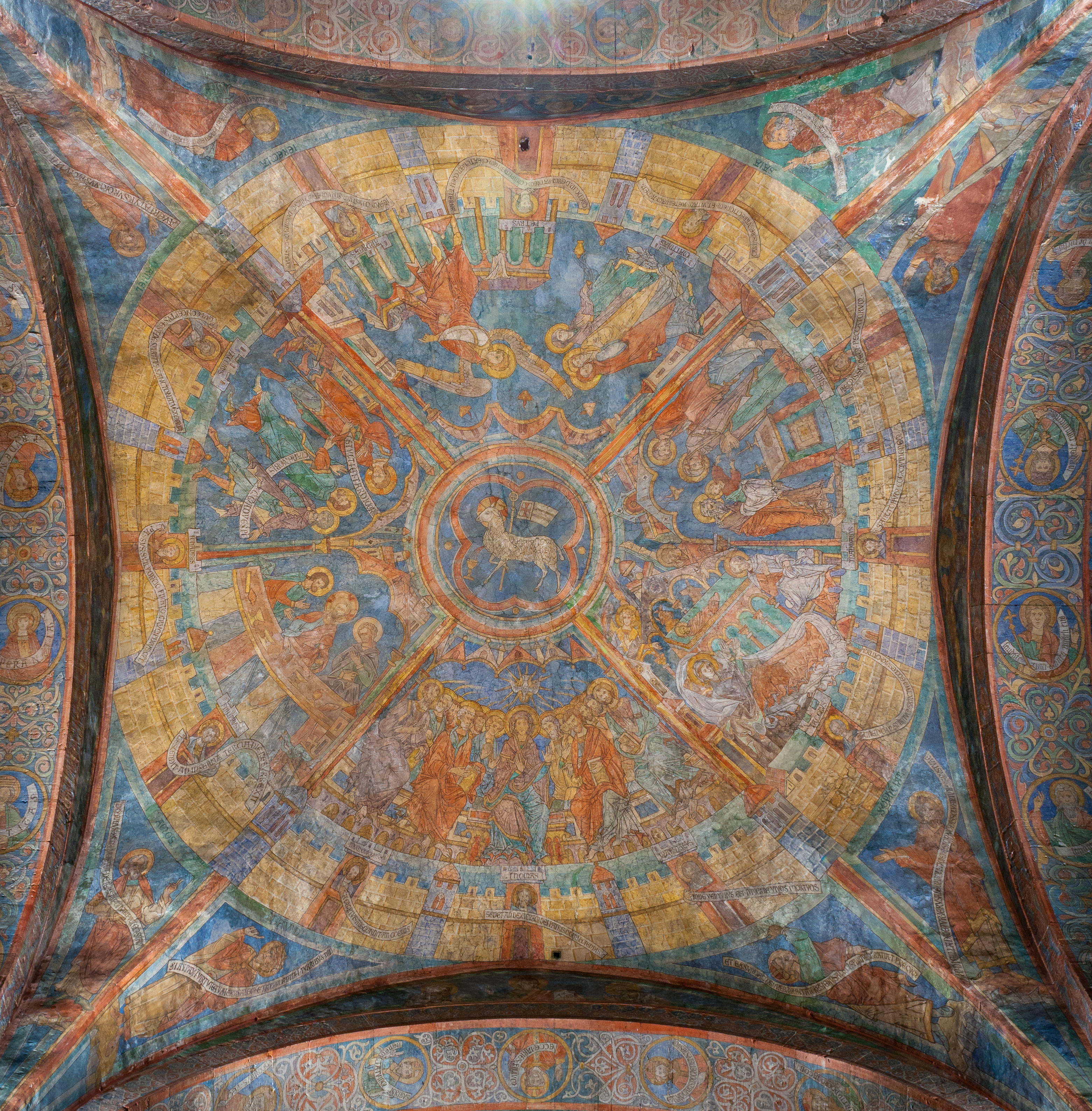
Romańska polichromia z ok. 1230 r.
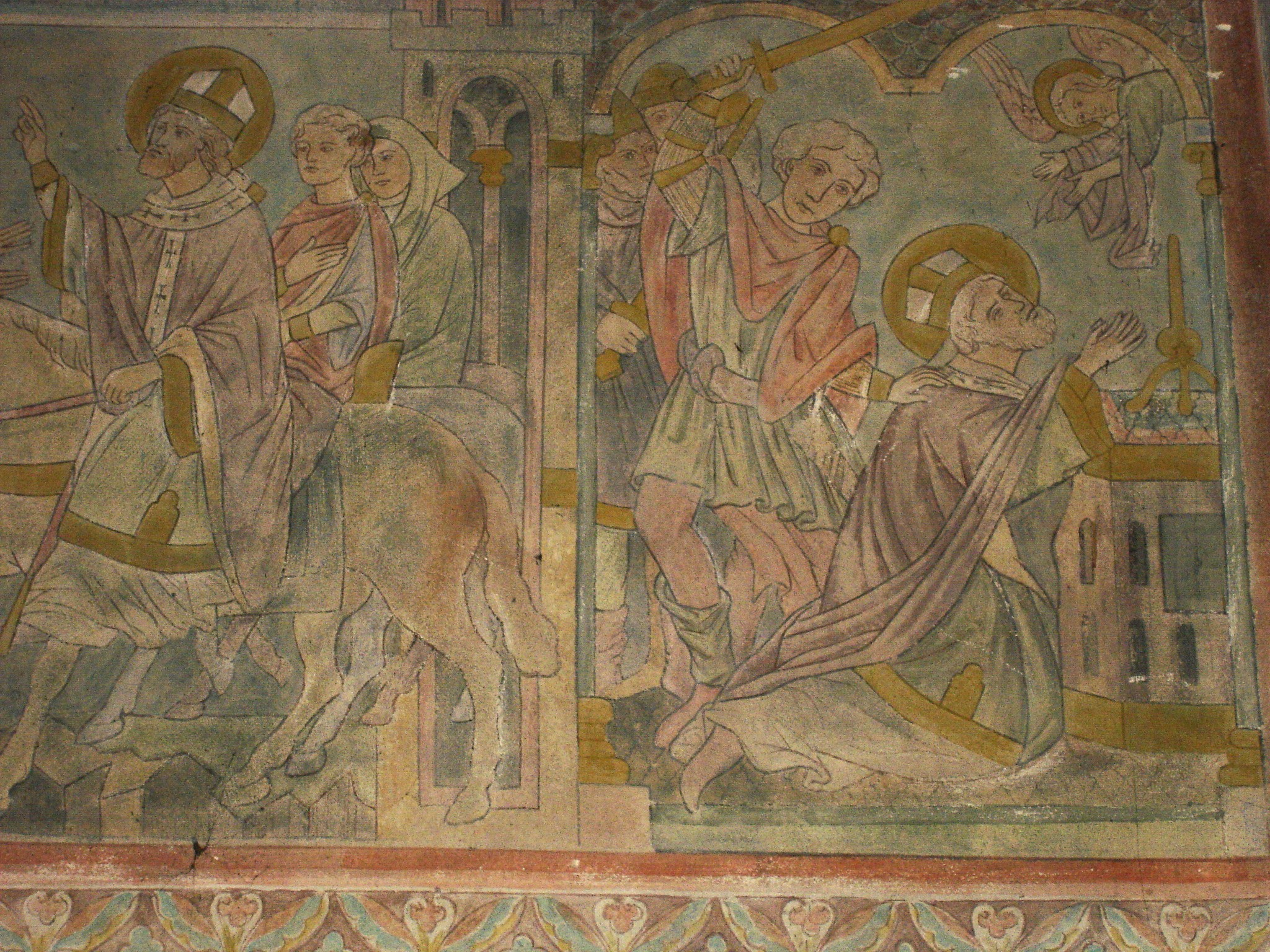
Męczeństwo św. Tomasza Becketta
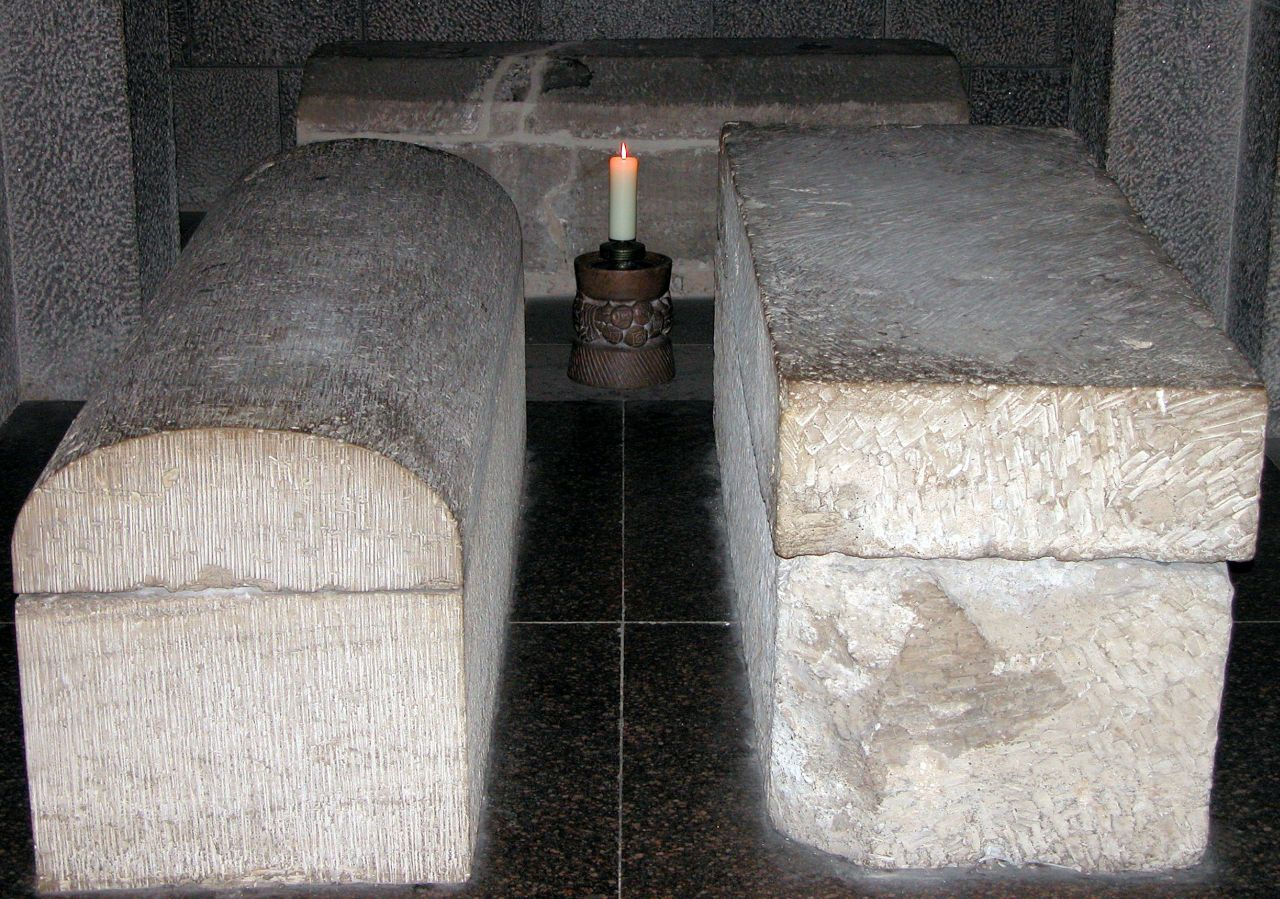
Grobowce Henryka Lwa i Matyldy, w głębi grobowiec Brunonów
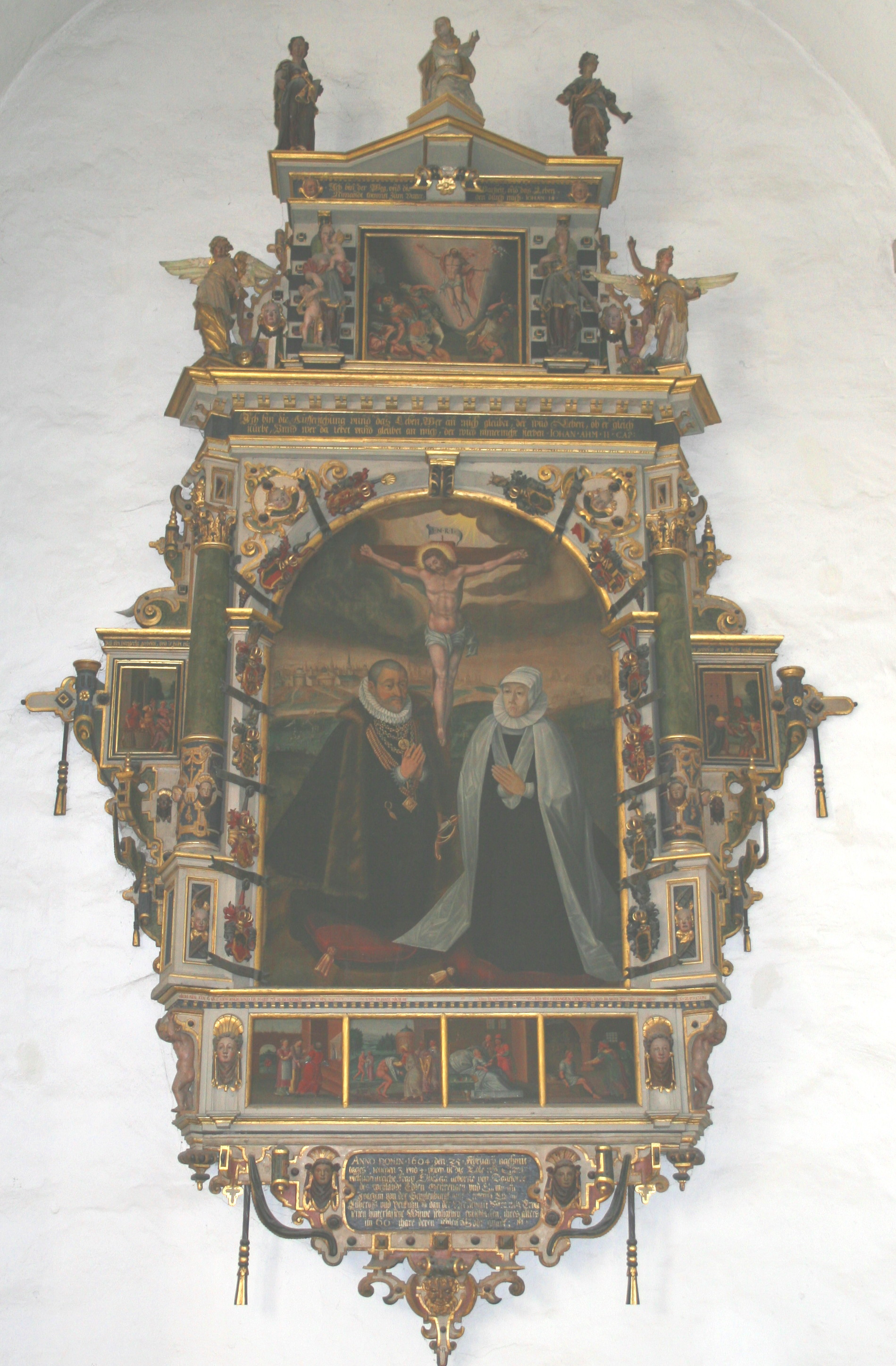
Epitafium Joachima i Elisabeth von Schulenburg